# Lautenbach
Ne doit pas être confondu avec Lautenbachzell.
Pour les articles homonymes, voir Lautenbach (homonymie).
Lautenbach est une commune française située dans l'aire d'attraction de Mulhouse et faisant partie de la collectivité européenne d'Alsace (circonscription administrative du Haut-Rhin), en région Grand Est.
Cette commune se trouve dans la région historique et culturelle d'Alsace.

## Géographie

### Localisation

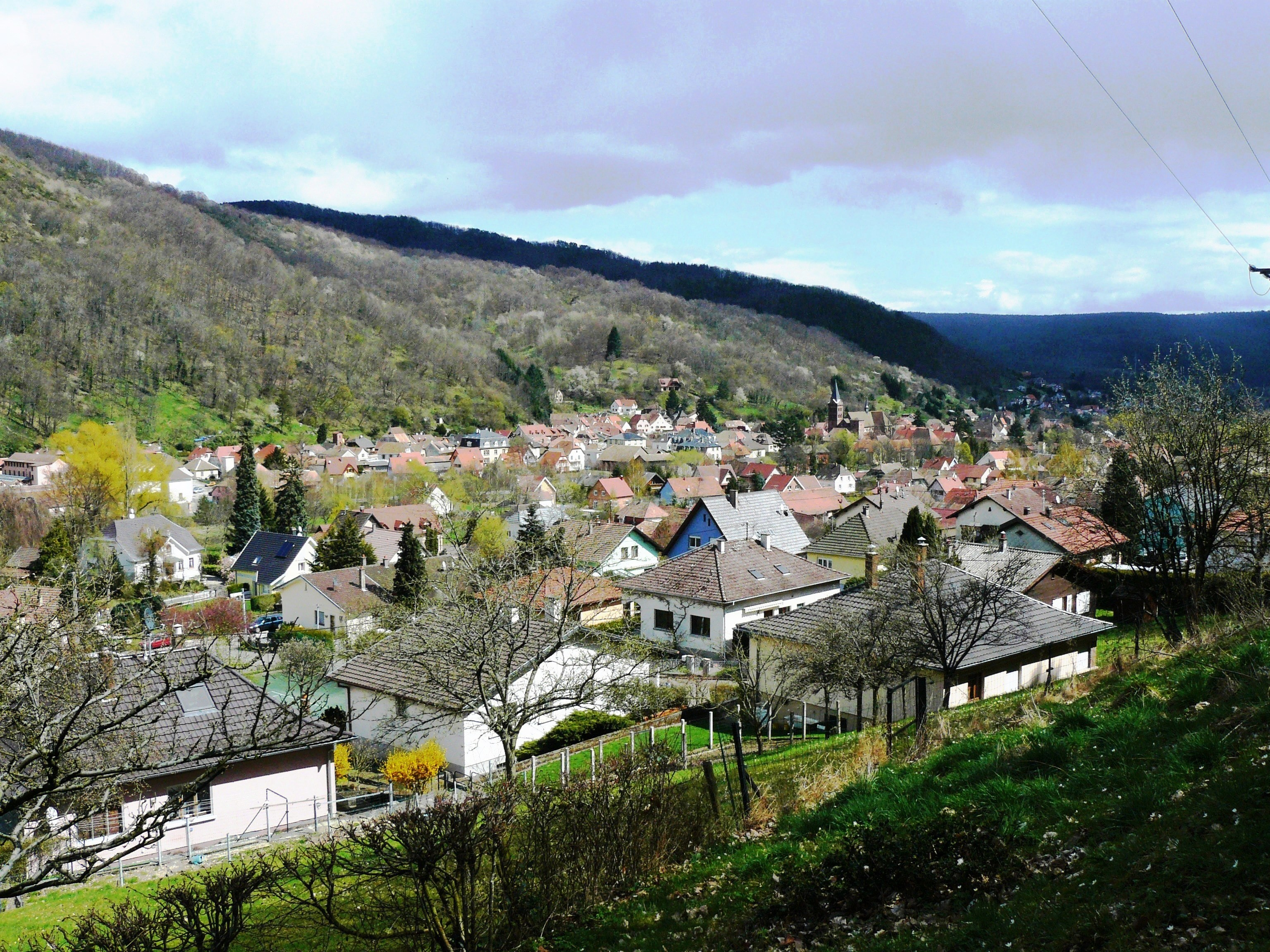
Vue sur Lautenbach depuis les hauteurs du village voisin de Lautenbach-Zell.

Lautenbach est un village du Haut-Rhin, dans le canton de Guebwiller et l'arrondissement de Thann-Guebwiller, situé sur la route entre Guebwiller et Linthal et sur la rive gauche de la Lauch, qui sépare la commune de celle de Lautenbachzell.
C'est une des 201 communes réparties sur quatre départements : les Vosges, le Haut-Rhin, le Territoire de Belfort et la Haute-Saône du parc naturel régional des Ballons des Vosges.

### Intercommunalité
Commune membre de la Communauté de communes de la Région de Guebwiller.
| Wasserbourg    | Rouffach   | Soultzmatt    |
| Linthal        | Lautenbach | Orschwihr     |
| Lautenbachzell | Buhl       | Bergholtzzell |

### Écarts et lieux-dits
- Durrenbach ;
- Saint-Gangolph ;
- Lerchenfeld ;
- Schweighouse (hameau).

### Géologie et relief
- Le chaudron du Diable[2].
- Le Langrücken (« longue crête »)[3].
- Le Hasenbroch (« lande aux lièvres »)[4].

Hydrogéologie et climatologie : Système d’information pour la gestion de l’Aquifère rhénan, par le BRGM :
Territoire communal : Occupation du sol (Corinne Land Cover); Cours d'eau (BD Carthage),
Géologie : Carte géologique; Coupes géologiques et techniques,
 Hydrogéologie : Masses d'eau souterraine; BD Lisa; Cartes piézométriques.

### Sismicité
Commune située dans une zone 3 de sismicité modérée.

### Hydrographie

#### Réseau hydrographique
La commune est dans le bassin versant du Rhin au sein du bassin Rhin-Meuse. Elle est drainée par la Lauch, le ruisseau Durren-Bach, le ruisseau Grosse Sulzbach et le ruisseau Kleine Sulzbach,,.
La Lauch, d'une longueur de 47 km, prend sa source dans la commune de Linthal et se jette  dans l'Ill à Horbourg-Wihr, après avoir traversé 18 communes. Les caractéristiques hydrologiques de la Lauch sont données par la station hydrologique située sur la commune de Guebwiller. Le débit moyen mensuel est de 1,59 m3/s. Le débit moyen journalier maximum est de 29,9 m3/s, atteint lors de la crue du 5 janvier 2018. Le débit instantané maximal est quant à lui de 41 m3/s, atteint le 15 février 1990.

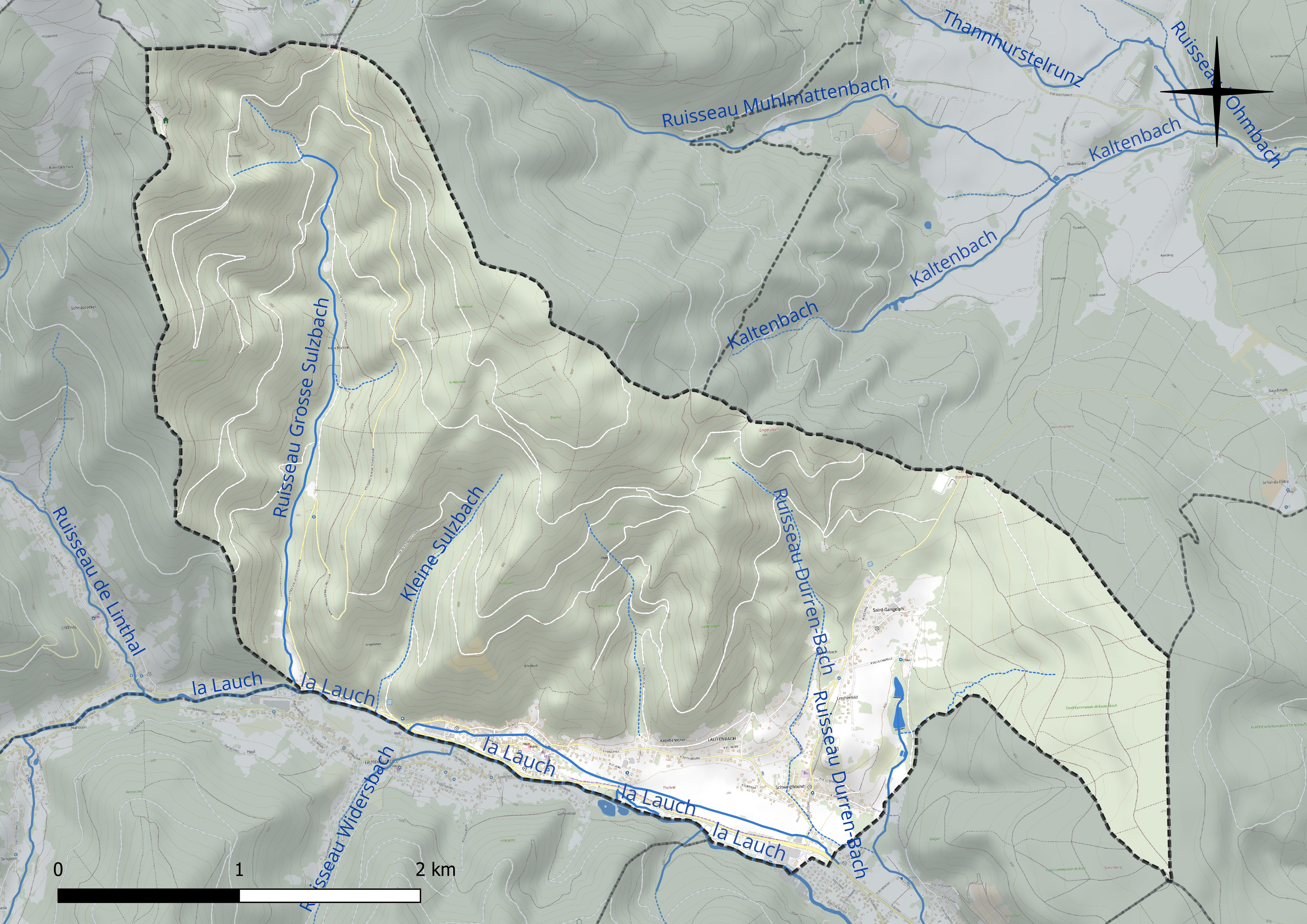
Réseau hydrographique de Lautenbach.

#### Gestion et qualité des eaux
Le territoire communal est couvert par le schéma d'aménagement et de gestion des eaux (SAGE) « Lauch ». Ce document de planification concerne les bassins versants de la Lauch, de l’Ohmbach et du Rimbach, dont le territoire s'étend sur 358 km2. Le périmètre a été arrêté le 7 mars 2013 et le SAGE proprement dit a été approuvé le 15 janvier 2020. La structure porteuse de l'élaboration et de la mise en œuvre est le syndicat mixte « Rivières de Haute-Alsace ».
La qualité des cours d’eau peut être consultée sur un site dédié géré par les agences de l’eau et l’Agence française pour la biodiversité.

### Climat
Pour des articles plus généraux, voir Climat du Grand Est et Climat du Haut-Rhin.
En 2010, le climat de la commune est de type climat de montagne, selon une étude du Centre national de la recherche scientifique s'appuyant sur une série de données couvrant la période 1971-2000. En 2020, Météo-France publie une typologie des climats de la France métropolitaine dans laquelle la commune est exposée à un climat semi-continental et est dans la région climatique Vosges, caractérisée par une pluviométrie très élevée (1 500 à 2 000 mm/an) en toutes saisons et un hiver rude (moins de 1 °C).
Pour la période 1971-2000, la température annuelle moyenne est de 9,7 °C, avec une amplitude thermique annuelle de 16,9 °C. Le cumul annuel moyen de précipitations est de 1 221 mm, avec 11 jours de précipitations en janvier et 10,1 jours en juillet. Pour la période 1991-2020, la température moyenne annuelle observée sur la station météorologique de Météo-France la plus proche, « Linthal_sapc », sur la commune de Linthal à 2 km à vol d'oiseau, est de 10,0 °C et le cumul annuel moyen de précipitations est de 1 320,6 mm. 
La température maximale relevée sur cette station est de 36,2 °C, atteinte le 5 juillet 2015 ; la température minimale est de −17,4 °C, atteinte le 20 décembre 2009,,.
Les paramètres climatiques de la commune ont été estimés pour le milieu du siècle (2041-2070) selon différents scénarios d'émission de gaz à effet de serre à partir des nouvelles projections climatiques de référence DRIAS-2020. Ils sont consultables sur un site dédié publié par Météo-France en novembre 2022.

### Voies de communications et transports

#### Voies routières
L'accès au village se fait par l'est, en empruntant la route départementale 430 par Guebwiller ou depuis la route nationale 83 par l'ouest, en allant vers la route des Crêtes par le Markstein.
- A35, aussi appelée autoroute des cigognes ou l'Alsacienne : Échangeurs Niederentz, Niederhergheim.
- A36, surnommée La Comtoise : Échangeurs Pfastatt - Lutterbach - Mulhouse Dornach, Mulhouse le Coteau.

#### Transports en commun
- Transports en Alsace.
- Fluo Grand Est.

##### SNCF
- Ligne de Bollwiller à Lautenbach.

## Urbanisme

### Typologie
Au 1er janvier 2024, Lautenbach est catégorisée ceinture urbaine, selon la nouvelle grille communale de densité à sept niveaux définie par l'Insee en 2022.
Elle appartient à l'unité urbaine de Guebwiller, une agglomération intra-départementale regroupant huit  communes, dont elle est une commune de la banlieue,,. Par ailleurs la commune fait partie de l'aire d'attraction de Mulhouse, dont elle est une commune de la couronne,. Cette aire, qui regroupe 132 communes, est catégorisée dans les aires de 200 000 à moins de 700 000 habitants,.

### Occupation des sols
L'occupation des sols de la commune, telle qu'elle ressort de la base de données européenne d’occupation biophysique des sols Corine Land Cover (CLC), est marquée par l'importance des forêts et milieux semi-naturels (86,7 % en 2018), une proportion identique à celle de 1990 (86,7 %). La répartition détaillée en 2018 est la suivante : 
forêts (86,4 %), zones urbanisées (9,3 %), zones agricoles hétérogènes (3,9 %), milieux à végétation arbustive et/ou herbacée (0,3 %). L'évolution de l’occupation des sols de la commune et de ses infrastructures peut être observée sur les différentes représentations cartographiques du territoire : la carte de Cassini (XVIIIe siècle), la carte d'état-major (1820-1866) et les cartes ou photos aériennes de l'IGN pour la période actuelle (1950 à aujourd'hui).

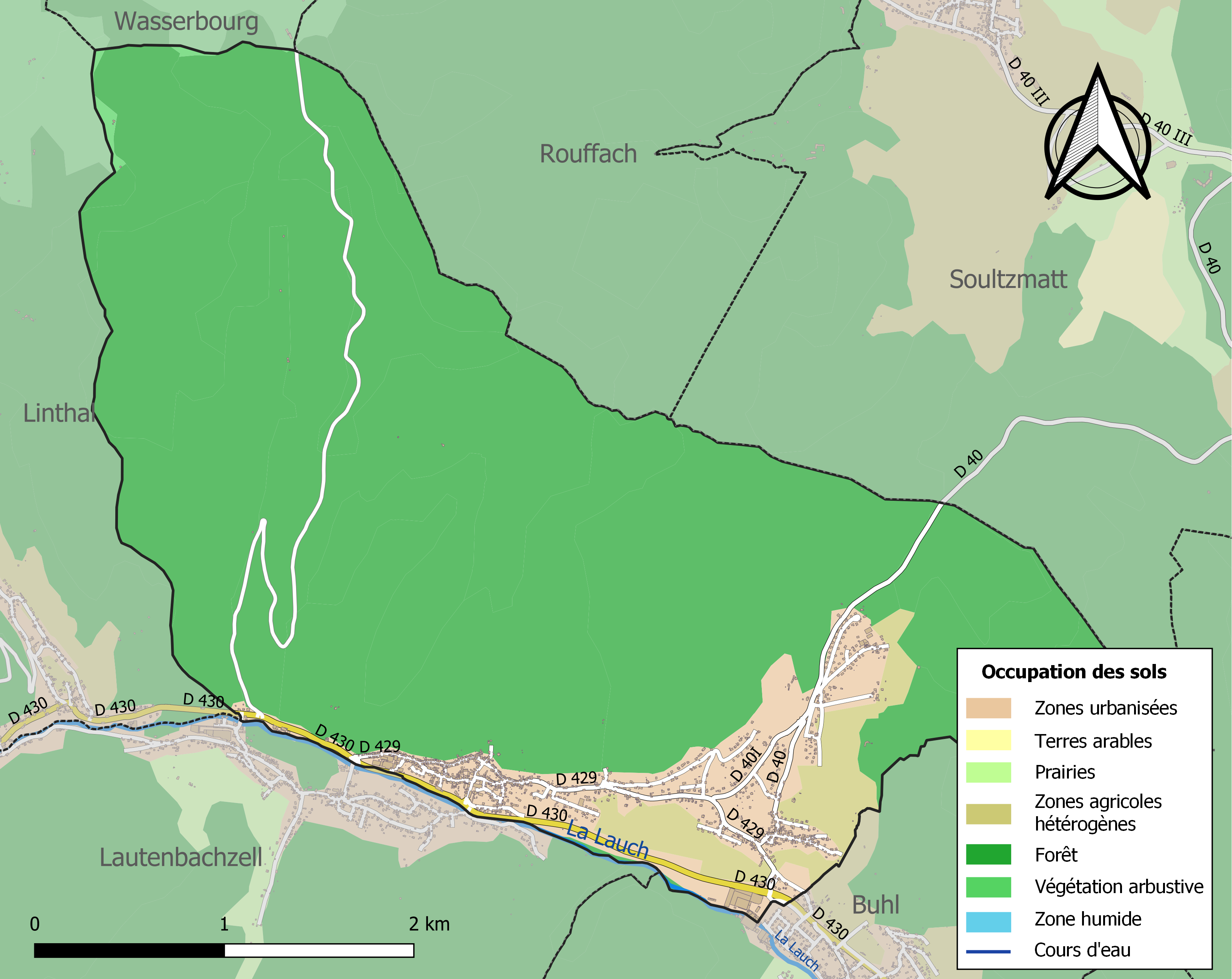
Carte des infrastructures et de l'occupation des sols de la commune en 2018 (CLC).

La commune dispose d'un plan local d'urbanisme,.

## Histoire
En 810, Beatus, abbé de Honau, près de Strasbourg, fonda à Lautenbach un couvent qui fut érigé au XIIe siècle en collégiale. Le village de Lautenbach s'est édifié ensuite autour du monastère. Les moines irlandais ont commencé à défricher la vallée sur les bords de la Lauch, puis à construire la première église sous le patronage de saint Michel. C'est à Mathias de Neuenbourg ou Neufchâtel, chanoine de cette collégiale, que l'on doit une chronique rédigée sous le règne de l'empereur Rodolphe Ier à partir de 1273 et achevée en 1350. Cette chronique fut poursuivie jusqu'en 1378 par Albert de Strasbourg.

### La patrie de Manegold de Lautenbach

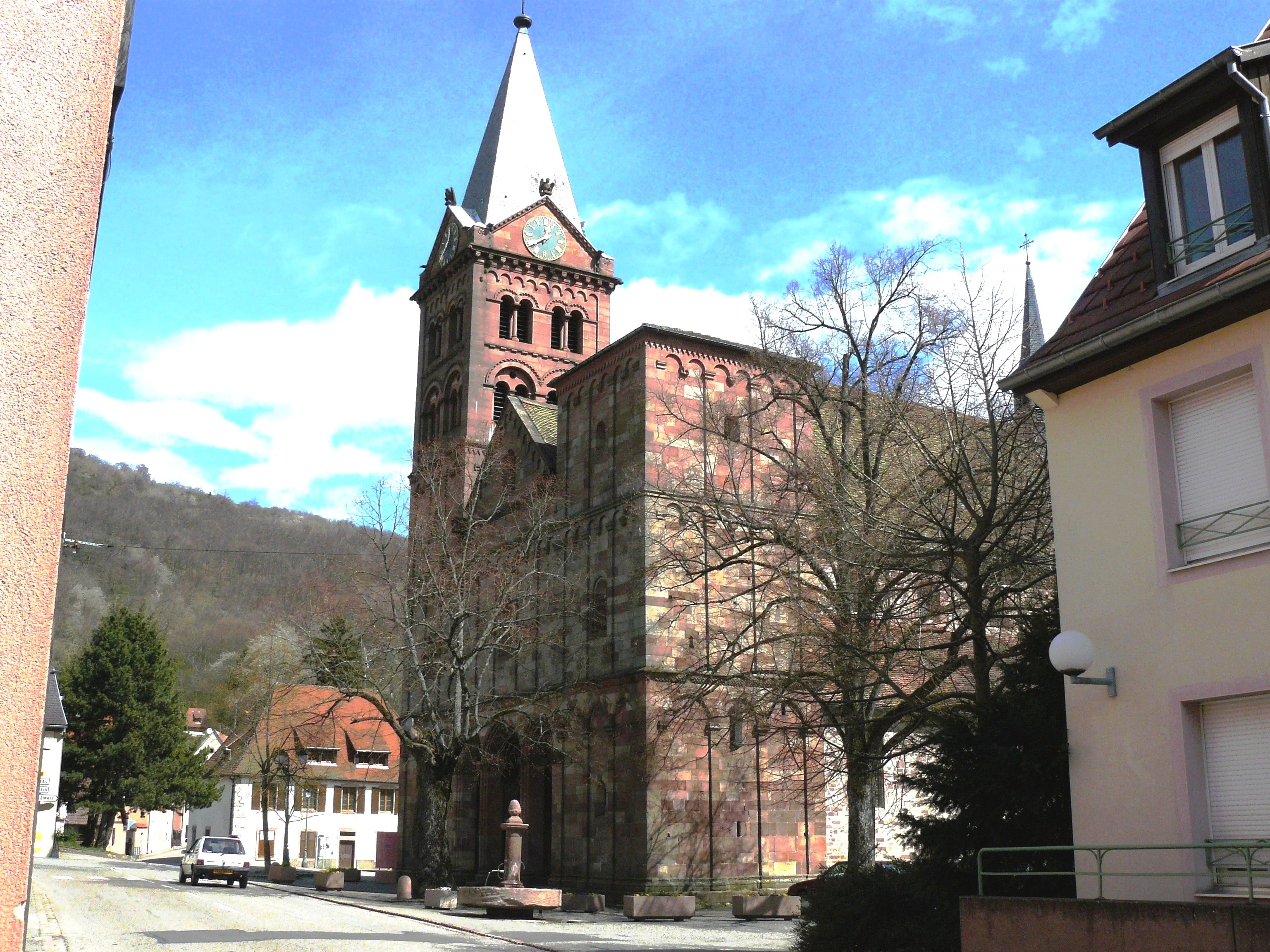
Collégiale de Lautenbach.

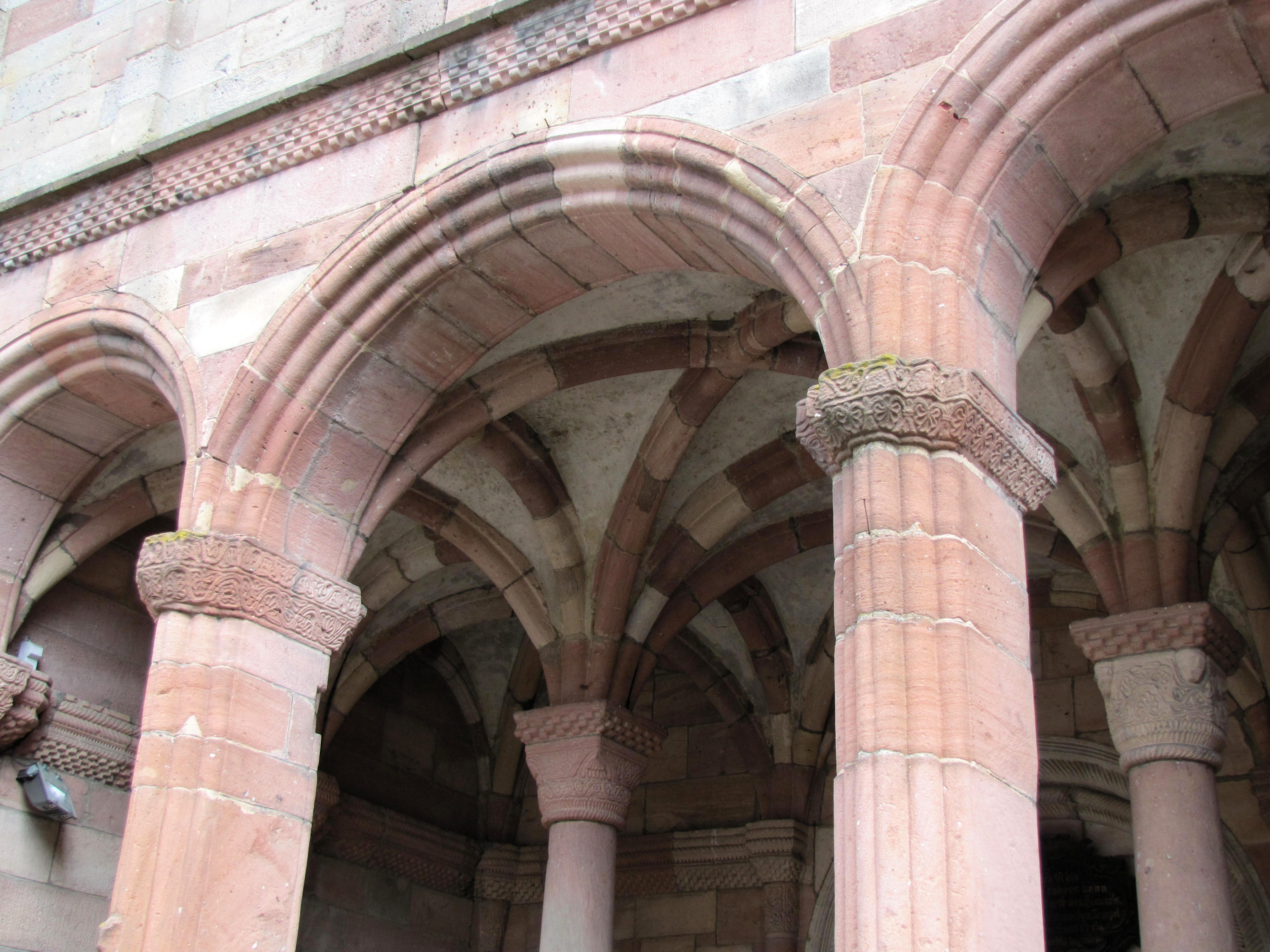
Arcades de la collégiale de Lautenbach.

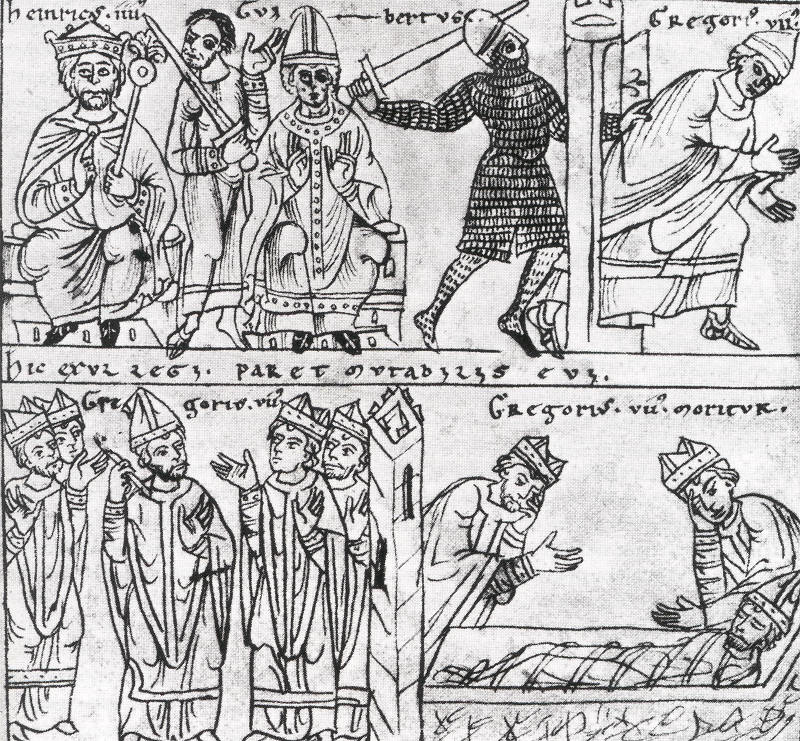
Henri et l'antipape Clément III. Mort de Grégoire VII.

C'est à Lautenbach qu'un célèbre théologien et philosophe connu sous le nom de Manegold de Lautenbach naquit vers 1030. Il enseigna et forma de nombreux disciples, dont le plus illustre fut Théoger de Metz (1050-1120), plus tard correcteur de manuscrits à l'abbaye de Hirsau et évêque de Metz. Manegold se rendit dans plusieurs pays pour y enseigner la doctrine de la foi. Il fut l'un des plus prestigieux docteurs de la foi français du milieu du XIe siècle.
On suppose que c'est à Paris que Manegold étudia les savoirs qu'il transmit à ses disciples. Il fut notamment l'un des maîtres de Guillaume de Champeaux (1070-1122) et de Gérard de Loudux. Il était marié et son épouse était elle-même une illustre enseignante. Il avait des filles qu'il forma à l'écriture sainte et qui plus tard enseignèrent à leur tour le savoir appris de leur père. Après la mort de son épouse, Manegold revint à Lautenbach dont le monastère érigé en collégiale le reçut au nombre de ses chanoines. La lettre de Gebhard de Salzbourg à Hermann de Metz sur l'excommunication d'Henri IV fut très appréciée pour sa pondération par Manegold de Lautenbach. En 1082, Wenrich de Trèves (en) lança contre le pape Grégoire VII une virulente diatribe dans une lettre adressée à Thierry de Verdun, à propos de la querelle des Investitures qui opposa la papauté et le Saint-Empire romain germanique entre 1075 et 1122. Cette prise de position lui valut alors l'évêché de Verceil, dans le Piémont.
Manegold prend alors la défense du pape et condamne sévèrement les agissements de cet écolâtre. Il rédige un pamphlet qu'il adresse à l'évêque Gebhard de Salzbourg dans lequel il s'élève avec force contre l'offense faite au Saint-Siège. Il réfute point par point les calomnies proférées en Allemagne par les partisans d'Henri IV et démontre le bien-fondé des décrets réformateurs de Grégoire VII sur la simonie, le nicolaïsme et l'investiture laïque. Dans le même document, il condamne aussi les prétentions de l'empereur qui nomme sans le consentement de l'Église les prélats. Ces écrits lui valent de nombreux ennemis et en premier lieu l'empereur, qui jure de le retrouver mort ou vif. Heinrich IV fait mettre à sac toute la vallée de la Lauch en 1082-1083 et fait mettre le feu au monastère de Lautenbach. Manegold a juste le temps de fuir et de se réfugier dans les montagnes en attendant que la colère de l'empereur s'apaise. Manegold trouve asile à l'abbaye de Rottenbuch qu'il refonde. C'est là que Burckard de Gueberschwihr le découvre et lui propose de prendre en main les destinées du prieuré de Marbach qu'il vient de créer pour la réconciliation des parties opposées depuis si longtemps par la guerre ouverte entre l'empereur et le pape. Il accepte et emmène avec lui de nombreux disciples de Rottenbuch, tout en recrutant d'autres chanoines de saint Augustin (Lyon, Saint-Ruf d'Avignon, Lautenbach). Il y introduit notamment la réforme de saint Yves, évêque de Chartres, un de ses amis, lui compose un coutumer original et adopté rapidement alentour. L'abbaye de Marbach, célèbre dans toute l'Europe, devint le siège des Augustins en Alsace. Manegold est l'auteur de plusieurs manuscrits : Magistri Mangaldi contra Wolfelmum Coloniensem opusculum, Réponse à Wenric pour Grégoire VII ; Un troisième écrit pour Grégoire VII ; Manigaldi Teutonicorum doctoris glossarium super Psalterrium ; Histoire universelle, ms de la bibliothèque de l'Escurial, etc. Le plus important de ces textes reste le Livre à Gebhard où l'on trouve la première inspiration d'un contrat social : le titre du pouvoir est inséparable de la responsabilité qu'il implique. L'empereur Heinrich IV, apprenant que Manegold se trouve à Marbach, prépare sa vengeance. Il envoie des hommes qui le font prisonnier : Manegold meurt le 24 mai 1103 des suites des privations et de souffrance.

### La communauté se reconstitue en chapitre de chanoines augustins

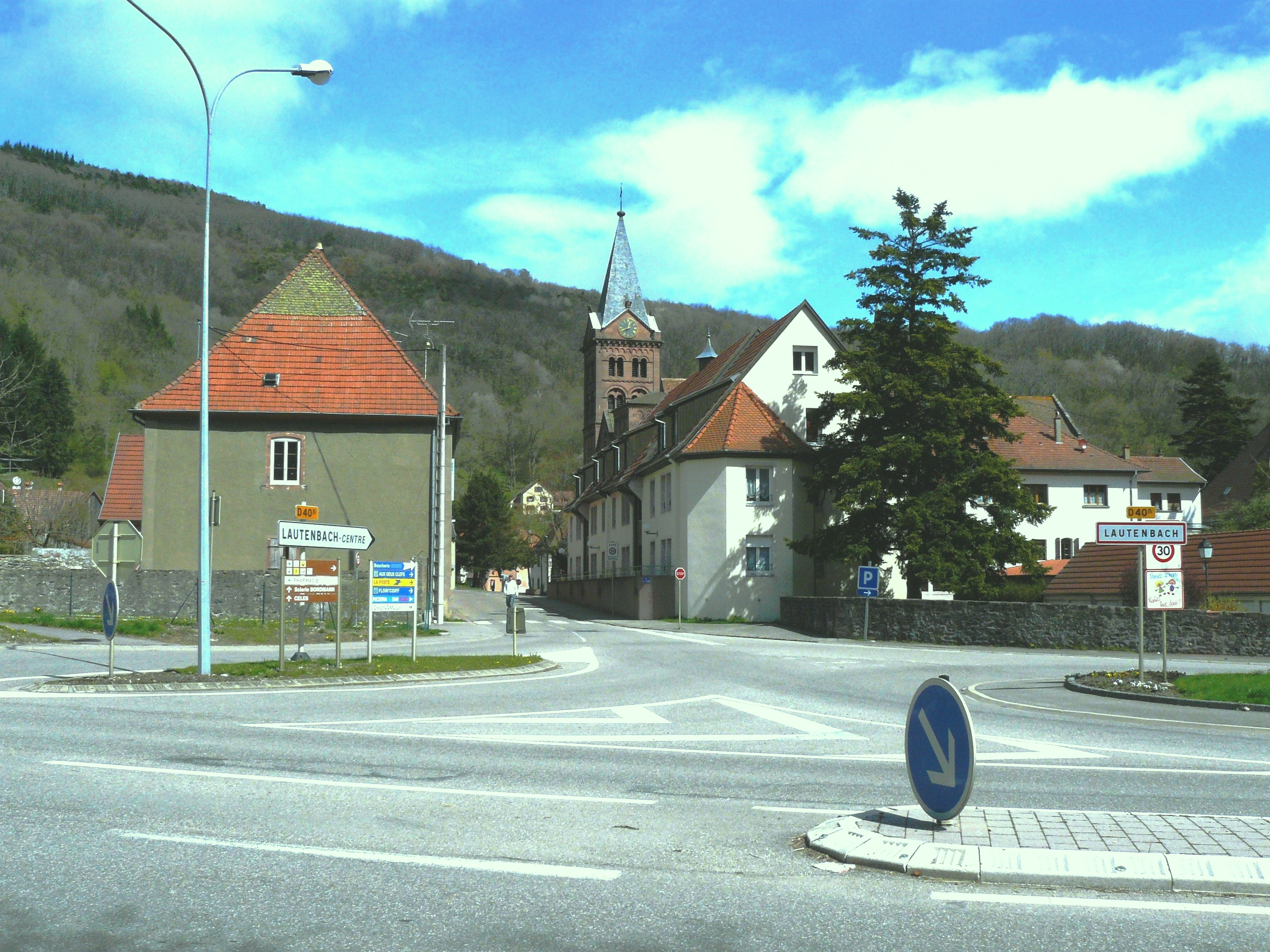
Entrée du centre du village de Lautenbach.

Après la destruction de la vallée par les troupes impériales de Henri IV, la communauté dispersée se reconstitua en Chapitre de chanoines augustins réguliers. La communauté entreprit la construction d'une nouvelle église collégiale vers la fin du XIe siècle. Le chapitre confie le patronage de l'église à Saint-Michel[Lequel ?] et Saint Gangolphe. Les chanoines habitent une maison canoniale, juste à côté de l'église. Selon Jean-Daniel Schoepflin, la reconstruction de la collégiale remonte au comte Werner de Habsbourg au XIe siècle, qui reçut l'approbation du pape Innocent II en 1137. Il aurait été en quelque sorte le bienfaiteur. L'abbé Philippe André Grandidier place la fondation de Lautenbach en 811. Il se base sur des textes des archives du chapitre extraits d'un ouvrage où figurent les dix-huit noms des religieux venus de Honau avec l'abbé Béatus. Une charte de l'année 786, en faveur de l'abbaye de Murbach, mentionne « une terre de Saint-Michel », située à Ungersheim. Le chapitre possédait des biens dans cette localité depuis 1183. En 1212, la collégiale de Lautenbach conclut des accords avec les chapitres de Marbach et de Schwartzethann.

### Les Habsbourg, protecteurs du chapitre collégial
Sous le règne des Habsbourg, ses avoués, le chapitre de Lautenbach connut une certaine prospérité. Cette aisance financière lui permit de construire d'autres églises, notamment dans les villages d'Ungersheim, Soultzmatt, Wintzfelden et Gundolsheim. Vers 1367, le Chapitre se porta acquéreur des biens de l'avouerie dans la commune et devint ainsi par la même occasion le seigneur temporel de la vallée qui s'étendit de la rive gauche de la Lauch jusqu'à la crête des montagnes. Une ferme dépendant du Chapitre est installée dans le hameau de Schweighouse où l'on élève et engraisse les bovins, d'où le nom du hameau, qui fait aujourd'hui partie intégrante de la commune.

### Le chapitre est supprimé à la Révolution
Les chanoines furent propriétaires de la vallée de la Lauch jusqu'à la Révolution. Son territoire fut partagé entre les communes de Lautenbach et de Linthal. À cette époque, la culture était largement répandue et les habitants vivaient chichement de leur travail. Les autres biens de la collégiale furent vendus à des particuliers.

### L'implantation de la première manufacture
La vallée est faiblement industrialisée au XIXe siècle. Pourtant vers 1835 un industriel anglais, Maurice De Jongh fait le pari de d'implanter une usine là où il trouve une main-d'œuvre bon marché et laborieuse. À son apogée vers 1900, l'industrie textile se développe à un point tel que la population culmine à 2 200 habitants. Une ligne de chemin de fer est alors construite en 1884 : elle relie Lautenbach à Guebwiller, cette dernière ville étant reliée à Bollwiller depuis les premiers travaux ferroviaires en vallée de la Lauch entre 1869 et 1870.
Mais survient la crise du textile dans les décennies qui suivent les années 1930 puis 1960, la population chute fortement et la ligne de chemin de fer est déclassée en 1991.

### LaPremière Guerre mondiale
La commune a été décorée le 2 novembre 1921 de la croix de guerre 1914-1918.

### Héraldique
| Blason de Lautenbach | Les armes de Lautenbach se blasonnent ainsi : « D'azur à Saint Michel archange d'or sur un dragon du même, qu'il transperce de sa lance de sable en barre,. » |

## Le vallon de Saint-Gangolf
Ce lieu est ainsi dénommé parce qu'il se trouve près d'une source et d'une chapelle consacrées à ce saint. À l'emplacement de la chapelle a dû figurer primitivement une croix grecque, mais l'un des bras est absent et l'arcade où il devait s'ajuster forme aujourd'hui l'entrée de cet édifice rustique. Une dalle devant le maître-autel marque l'endroit où jaillit la source; de là par des conduits souterrains elle se rend à une jolie fontaine portant sur une colonne basse l'image du saint. chaque deuxième dimanche du mois de mai, Le Saint est célébré, avec le concours des fidèles lors d'une messe en plein air. autrefois, le prêtre célébrait cet office du haut d'une chaire extérieure.
Saint Gangolf d'Avallon était un chevalier burgonde qui vivait à Varennes près de Langres, au temps de Pépin le Bref. En passant par la Champagne pour retourner chez lui, il s'arrêta au bord d'une source dont les eaux étaient si pures et bonnes à boire. Il proposa au paysan qui en était le possesseur de la lui acheter; celui-ci rit sous cape, espérant vendre sa source et la posséder tout de même; bref Gangolf d'Avallon lui fit compter cent sous et, de retour à Varennes, raconta son achat à sa femme qui rit à son tour et qui d'ailleurs le trompait avec un clerc. Gangolf planta ensuite son bâton dans le voisinage de sa demeure; le lendemain, manquant d'eau pour se laver, il ordonna à un de ses domestiques de retirer le bâton et d'apporter l'eau qui coulerait dessous. Le domestique obéit et recueillit l'eau de source qui n'était autre que celle du paysan. Gangolf cependant se sépara de sa femme et se retira dans sa propriété d'Avau, à deux lieues au nord de Varennes, mais le clerc son rival vint le trouver et l'assassina.
Ses deux tantes, Willetrude et Willegise firent rapporter son corps à Varennes. Les Acta sanctorum (tome II, p. 642) ne placent aucune mention de leur récit en Alsace ; cette province n'est désignée que dans la légende orale recueillie par M. Ingold et insérée par M. Stoeber dans l'Alsatia de 1864. D'après cette légende, lorsque Gangolf eut découvert l'infidélité de sa femme, il fit refluer la source dans son bâton et voyagea par monts et par vaux jusqu'à ce qu'il arriva sur une prairie couverte de plantes aromatiques et entourée de vertes forêts, dans le pays d'Alsace. Là il laissa couler la source et se bâtit une cellule bientôt visitée par de nombreux pèlerins.

### Monastère Saint-Michel de Lautenbach

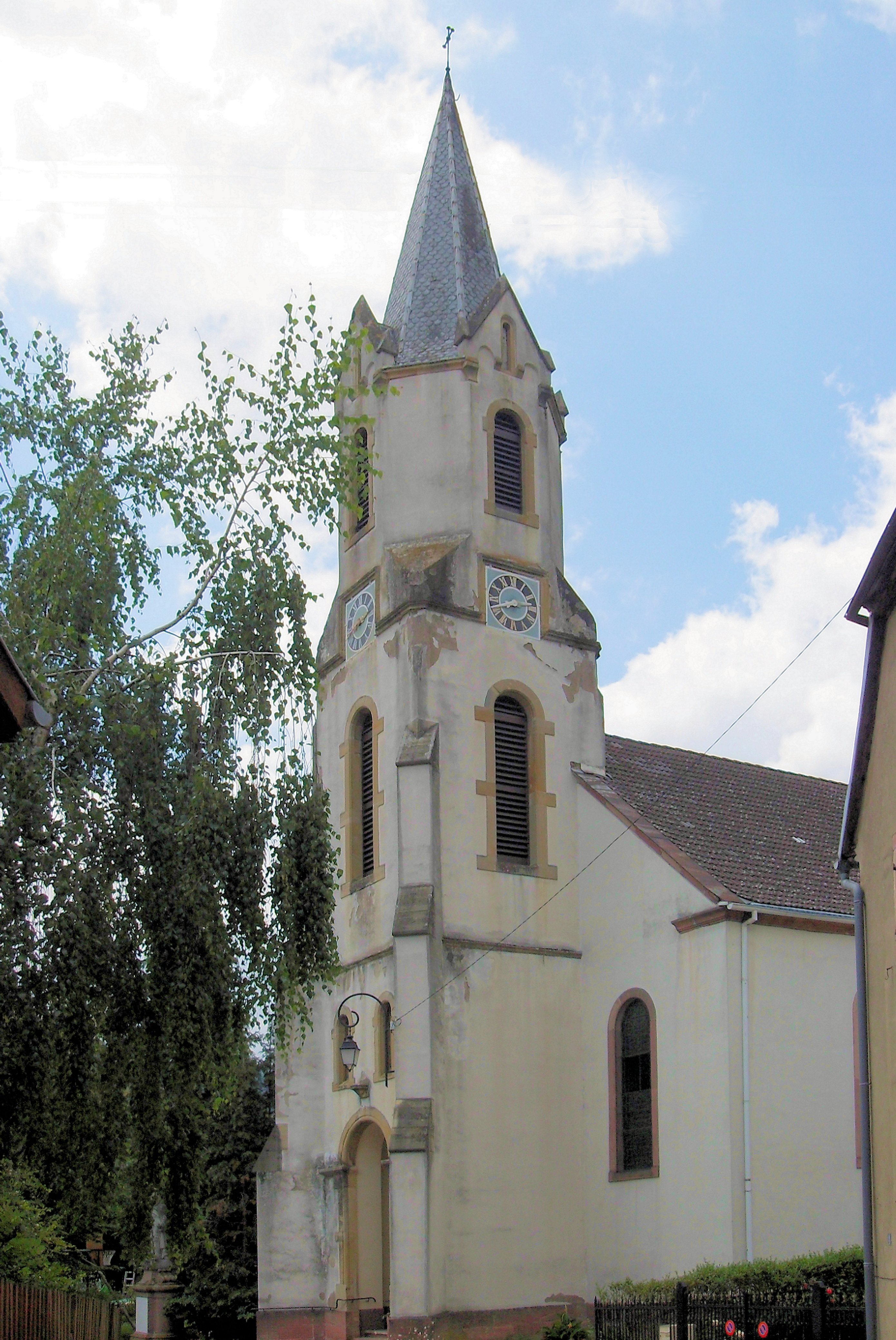

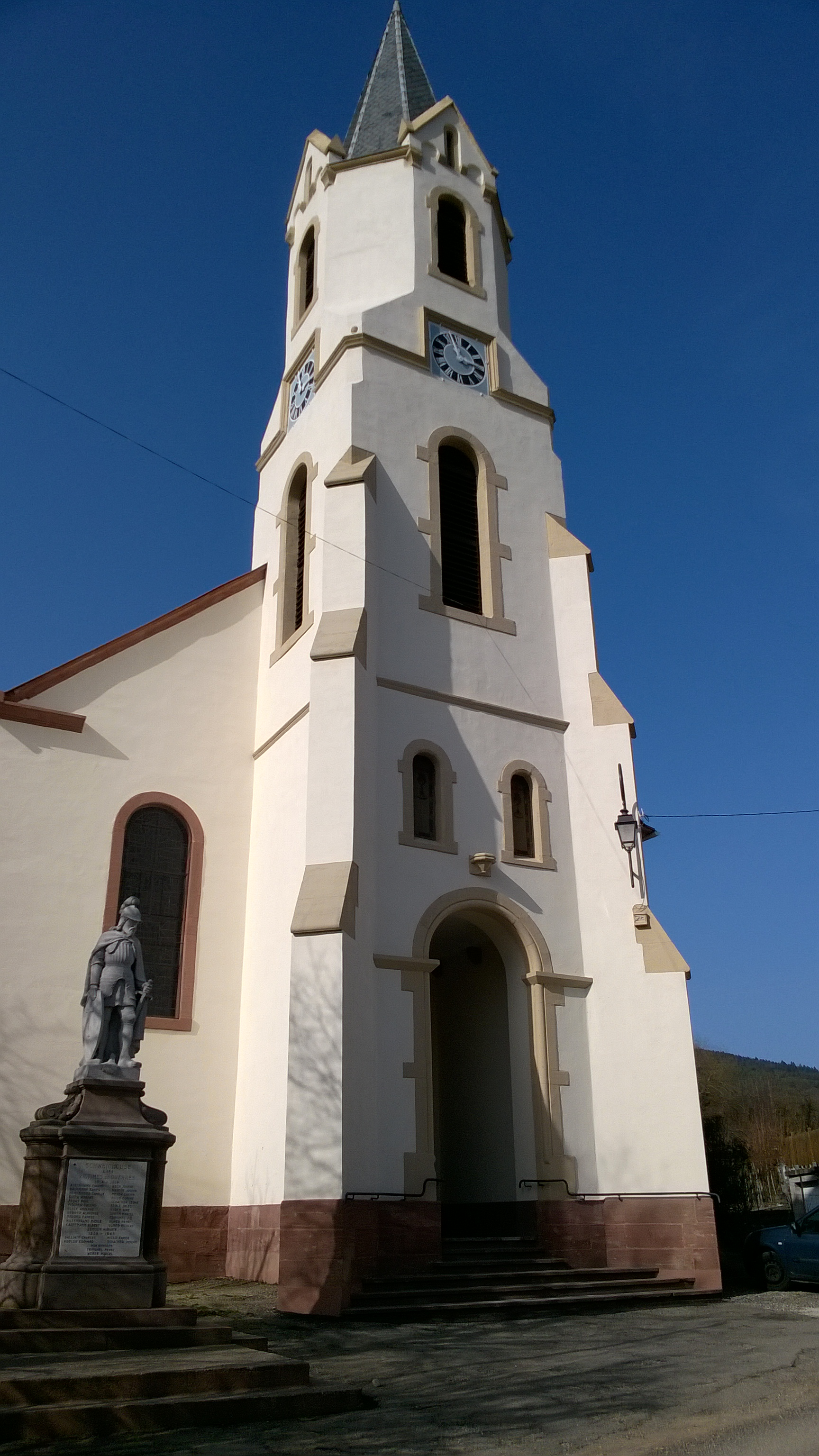
Église Saint-Michel de Schweighouse

En 840, Beatus, abbé de Honau, fonda à Lautenbach un couvent, qui fut érigé en collégiale à partir du XIIe siècle. Mathias de Neuenbourg, chanoine de cette collégiale, rédigea une chronique qui commence sous le règne de l'empereur Rodolphe Ier du Saint-Empire (1273) et finit à l'année 1350. De 1350 à 1378, la chronique continua sous Albert de Strasbourg. Daniel Schoepflin affirme que la fondation du monastère Saint-Michel est une création du comte Werner de Habsbourg au XIe siècle. Il se base sur une lettre du pape Innocent II de 1137. Il pourrait en réalité n'être qu'un bienfaiteur ou le reconstructeur.
Une charte en faveur de l'abbaye de Murbach mentionne « une terre de Saint-Michel » située à Ungersheim. Le chapitre de Lautenbach possédait des biens dans cette localité depuis 1183.

## Politique et administration

### Budget et fiscalité 2021
En 2021, le budget de la commune était constitué ainsi :
- total des produits de fonctionnement : 976 000 €, soit 636 € par habitant ;
- total des charges de fonctionnement : 785 000 €, soit 511 € par habitant ;
- total des ressources d'investissement : 214 000 €, soit 139 € par habitant ;
- total des emplois d'investissement : 208 000 €, soit 135 € par habitant ;
- endettement : 654 000 €, soit 426 € par habitant.

Avec les taux de fiscalité suivants :
- taxe d'habitation : 9,45 % ;
- taxe foncière sur les propriétés bâties : 24,17 % ;
- taxe foncière sur les propriétés non bâties : 73,03 % ;
- taxe additionnelle à la taxe foncière sur les propriétés non bâties : 0,00 % ;
- cotisation foncière des entreprises : 0,00 %.

Chiffres clés Revenus et pauvreté des ménages en 2020 : médiane en 2020 du revenu disponible, par unité de consommation : 24 300 €.

### Entreprises et commerces

#### Agriculture, exploitation forestière
- Culture de céréales, de légumineuses et de graines oléagineuses.
- Élevage de chevaux et d'autres équidés.
- Élevage d'autres bovins et de buffles.
- Exploitation forestière.
- Élevage d'autres animaux.

#### Tourisme
- Hébergements et restauration.

#### Commerces
- Commerces et services de proximité.

### Liste des maires
| Période                                  | Période  | Identité                   | Étiquette | Qualité                 |
| ---------------------------------------- | -------- | -------------------------- | --------- | ----------------------- |
| Les données manquantes sont à compléter. |          |                            |           |                         |
| 22 juillet 1914                          |          | Eugène Brauer              |           | propriétaire de scierie |
| 29 janvier 1927                          |          | Lucien Hueber              |           | commerçant              |
| 9 mai 1942                               |          | Charles Brender            |           | secrétaire              |
| 25 mars 1944                             |          | Ernest Franck              |           | gérant de scierie       |
| 6 février 1945                           |          | Lucien Hueber              |           | commerçant              |
| 29 octobre 1947                          |          | Jean-Baptiste Schaffhauser |           | chef d'atelier          |
| 27 mars 1971                             |          | Aloyse Bordmann            |           | chef d'entreprise       |
| 18 mars 1989                             |          | Gilbert Lozza              | DVD       | chef d'entreprise       |
| mars 2001                                |          | Michel Mourot              |           | contrôleur de gestion   |
| mars 2008                                |          | Michel Mourot              |           | contrôleur de gestion   |
| 8 novembre 2008                          | mai 2020 | Christine Maranzana        | UDI       |                         |
| mai 2020                                 | En cours | Philippe Hecky             | EELV      | Professeur des écoles   |

## Population et société

### Démographie

#### Pyramide des âges
L'évolution du nombre d'habitants est connue à travers les recensements de la population effectués dans la commune depuis 1793. Pour les communes de moins de 10 000 habitants, une enquête de recensement portant sur toute la population est réalisée tous les cinq ans, les populations de référence des années intermédiaires étant quant à elles estimées par interpolation ou extrapolation. Pour la commune, le premier recensement exhaustif entrant dans le cadre du nouveau dispositif a été réalisé en 2008.

En 2022, la commune comptait 1 510 habitants, en évolution de −0,98 % par rapport à 2016 (Haut-Rhin : +0,66 %, France hors Mayotte : +2,11 %).
| 1793  | 1800  | 1806  | 1821  | 1831  | 1836  | 1841  | 1846  | 1851  |
| ----- | ----- | ----- | ----- | ----- | ----- | ----- | ----- | ----- |
| 1 914 | 1 913 | 1 081 | 1 267 | 1 481 | 1 486 | 1 634 | 1 728 | 1 725 |

| 1856  | 1861  | 1866  | 1871  | 1875  | 1880  | 1885  | 1890  | 1895  |
| ----- | ----- | ----- | ----- | ----- | ----- | ----- | ----- | ----- |
| 1 877 | 1 983 | 1 993 | 1 519 | 1 981 | 2 163 | 2 110 | 2 091 | 2 082 |

| 1900  | 1905  | 1910  | 1921  | 1926  | 1931  | 1936  | 1946  | 1954  |
| ----- | ----- | ----- | ----- | ----- | ----- | ----- | ----- | ----- |
| 2 168 | 2 162 | 2 049 | 1 814 | 1 786 | 1 716 | 1 502 | 1 401 | 1 394 |

| 1962  | 1968  | 1975  | 1982  | 1990  | 1999  | 2006  | 2008  | 2013  |
| ----- | ----- | ----- | ----- | ----- | ----- | ----- | ----- | ----- |
| 1 397 | 1 262 | 1 315 | 1 372 | 1 394 | 1 572 | 1 571 | 1 570 | 1 573 |

| 2018  | 2022  | - | - | - | - | - | - | - |
| ----- | ----- | - | - | - | - | - | - | - |
| 1 497 | 1 510 | - | - | - | - | - | - | - |

### Enseignement
Établissements d'enseignements :
- Écoles maternelles et primaires.
- Collèges à Buhl, Guebwiller, Issenheim, Soultz-Haut-Rhin.
- Lycées à Guebwiller.

### Santé
Professionnels et établissements de santé :
- Médecins à Lautenbach, Buhl, Guebwiller.
- Pharmacies à Lautenbach, Buhl, Guebwiller.
- Hôpitaux à Guebwiller, Rouffach, Munster, Gunsbach, Stosswihr, Oderen, Cernay.

### Cultes
- Culte catholique, Communauté de paroisses Haut Florival[53], Diocèse de Strasbourg[54].

## Lieux et monuments

### Collégiale Saint-Michel etSaint-Gangolphede Lautenbach

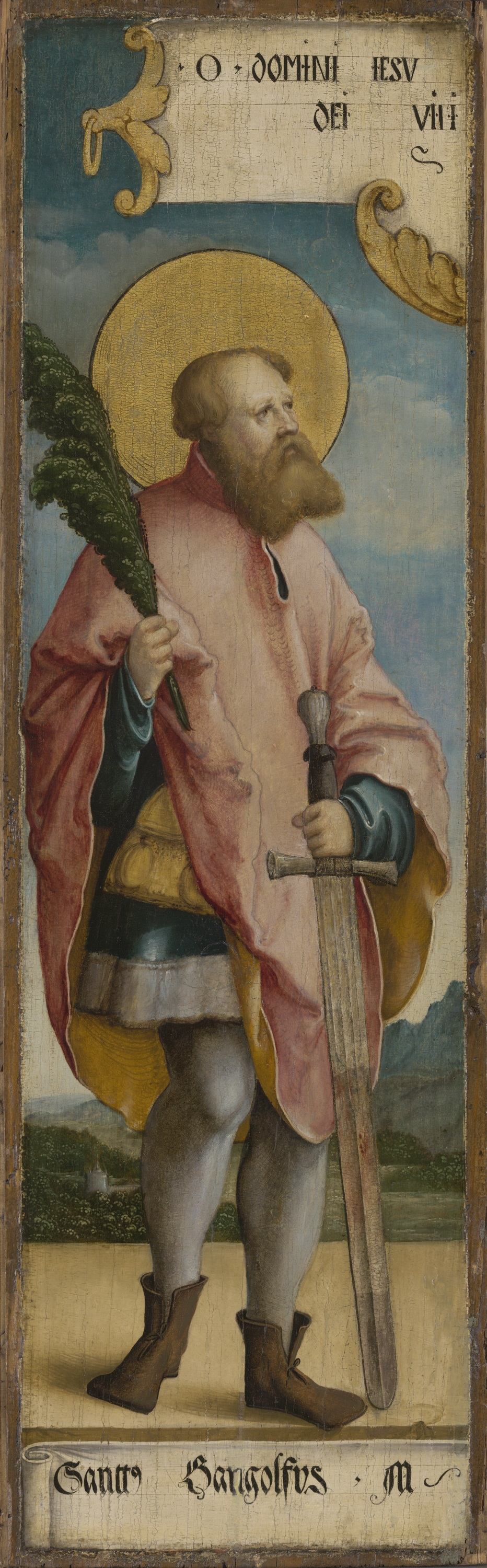
Saint Gangolf.

Date du XIIe siècle. Classée monument historique, son porche est un chef œuvre de l'art roman. Contient en sus de nombreuses œuvres d'art religieux de diverses époques (stalles, verrières et Vierge du XVe siècle), un remarquable mobilier baroque, dont une chaire sculptée du XVIIIe siècle,,,,,.
C'est à partir du début du XIIe siècle que fut construite l'église canoniale occupée par des chanoines augustins qui fut entourée de maisons de l'époque qui témoignent du rayonnement de « l'insigne chapitre collégiale Saint-Michel » et saint Gangolphe, seigneur de la vallée de Lautenbach,.
L'église de Lautenbach est un édifice d'architecture romane de l'époque ottonienne construite à partir d'une basilique à trois nefs et d'un vaste chœur carré. Le côté ouest abritait le porche ou narthex de style roman et les restes d'un beau cloître de la dernière époque du style ogival. Le porche est surmonté d'une chapelle supérieure consacrée à saint Michel, autrefois voûtée qui donnait sur la nef. L'église est dotée d'un clocher qui date de 1862 qui remplace celle du XVe siècle qui occupait la tour centrale gothique. La duchesse de Bade, une parente de Napoléon III y a apporté son aide financière dont l'aigle figurant sur la Tour (fortification) rappelle l'inauguration. Le carillon installé sur le clocher date de 1924. Les murs de l'église, sur le bas côté, sont très anciens et pourraient dater du XIe siècle. Ce sont les anciens vestiges de l'église primitive dont on trouve encore des sculptures d'époque et au sud, un linteau roman. Dans la nef se trouve une cloche de 1671 du fondeur J. Rodt de Bâle. L'intérieur de l'église a subi depuis des transformations. On y admire encore de beaux vitraux. La chaire possède de belles sculptures; elle est une des plus intéressantes d'Alsace. On y voit le bon pasteur et les quatre Évangélistes, dominés par un saint Michel pesant les âmes debout sur l'abat-voix. C'est un des chefs-d'œuvre de l'art allemand du XVIIe siècle. Une chapelle gothique que l'on voit encore sur le cimetière, formait le chœur de l'ancienne église paroissiale.
- Le porche ou Narthex :

C'est la partie la plus remarquable de l'église romane. Il date du XIIe siècle et tire sa réputation des formes élaborées et des proportions harmonieuses de l'ensemble. À gauche du porche on remarque des frises qui illustrent le péché de l'adultère et à droite l'homme en proie aux passions. À l'angle sud-ouest du porche on trouve des personnages qui attendent le jugement réservés aux pêcheurs. Le tympan, martelé à la Révolution comportait un Christ dans une mandorle entouré des saints patrons de l'église : saint Michel et saint Gangolphe (martyre de la fidélité conjugale). Le porche est surmonté d'une chapelle supérieure dédiée à saint Michel.
- Le clocher  :

Il date de 1865, et remplace la lourde tour centrale gothique du XVe siècle. Les aigles du couronnement rappellent l'aide qu'a apportée une parente de Napoléon III. Le carillon date de 1924.
- Le transept  :

Sur son bras sud on aperçoit encore les vestiges d'une abside démolie au cours du XVIIIe siècle. Dans le jardinet qui le remplace sont exposés des sarcophages romans découverts lors des fouilles aux pieds du chœur. On y distingue sur l'une des dalles mortuaires la gargouille à bonnet juif. Au nord l'abside a cédé la place à une sacristie du XIIIe siècle, rectangulaire à voûtes d'arêtes surmontée de la chapelle dite « des archives ».
- Le chœur  :

À chevet plat et de style gothique, ses frises tréflés et ses hautes fenêtres à lancettes, datent également du XIIIe siècle.

- Les murs des bas côtés

Il s'agit de la partie la plus intéressante de l'église (fin du XIe siècle). On y trouve des pierres sculptées d'entrelacs: ce sont des remplois de l'église primitive, tout comme, au sud, un linteau roman d'interprétation malaisée.
- Restauration de la collégiale  :

La collégiale a subi au cours de son histoire plusieurs campagnes de restauration dont la plus récente entre 1989 et 2001 pour redorer les décors datant du XVIIe siècle. La restauration précédente en 1931 avait rendu à la nef ses colonnes et ses arcades romanes, recouvertes de stuc au cours du XVIIIe siècle pour les harmoniser avec le mobilier baroque.
- Monuments funéraires dans le transept  :

Plusieurs tombes sont situées dans le transept droite. On reconnaît notamment les dalles funéraires du chanoine Meisterzheim, curé réfractaire de la paroisse sous la Révolution, décédé en 1801. Au sol on remarque les dalles funéraires des chanoines du XVe au XVIIIe siècle. À gauche dans le transept il y a la dalle mortuaire du prévôt A.I. Muller (1684-1750), à côté de l'autel de Saint Wendelin, patron des bergers et bouviers avec un bas relief du XVe siècle. Un peu plus loin se trouve l'autel de la déposition daté de 1726 avec les statues de Saint Pierre à gauche et Saint Paul à droite, Saint Jean Népomucène (martyr de la confession) en médaillon,, puis un peu plus loin un reliquaire du XVIIe siècle. Dans transept gauche, on trouve l'autel du rosaire édifié en 1718, la statue de Catherine d'Alexandrie à gauche,, sainte Barbe à droite autour de la Vierge en médaillon. En continuant on remarque l'autel du précieux sang de 1719. Plus loin se trouve la pierre tombale du chanoine Burkard Rechburger dont le décès remonte à 1513.
- L'église a été réaménagée au XVIIIe:

Elle comporte de nombreux objets classés ou inscrits monuments historiques : orgue,,,, autels, chaire.

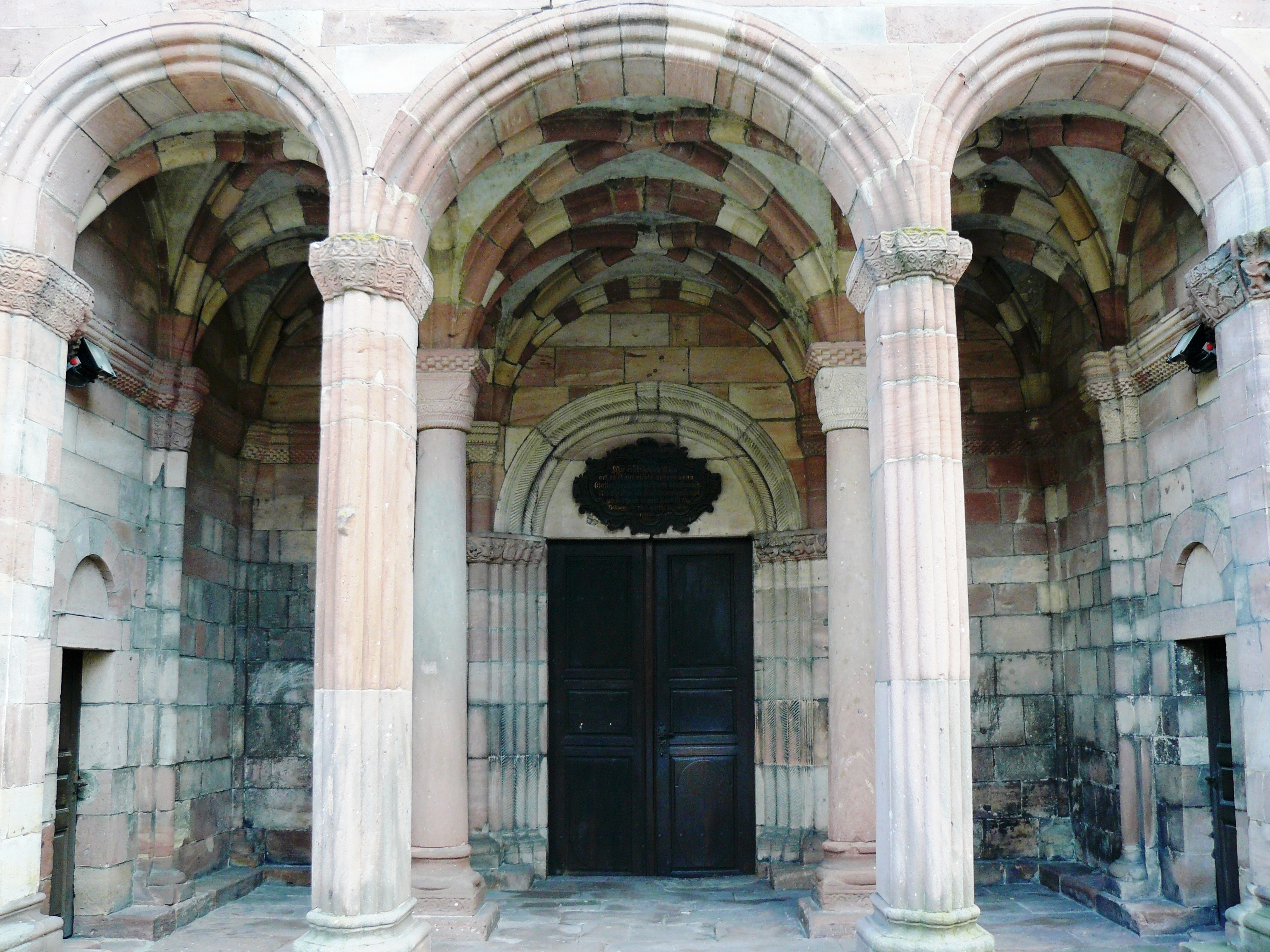
Porche roman.
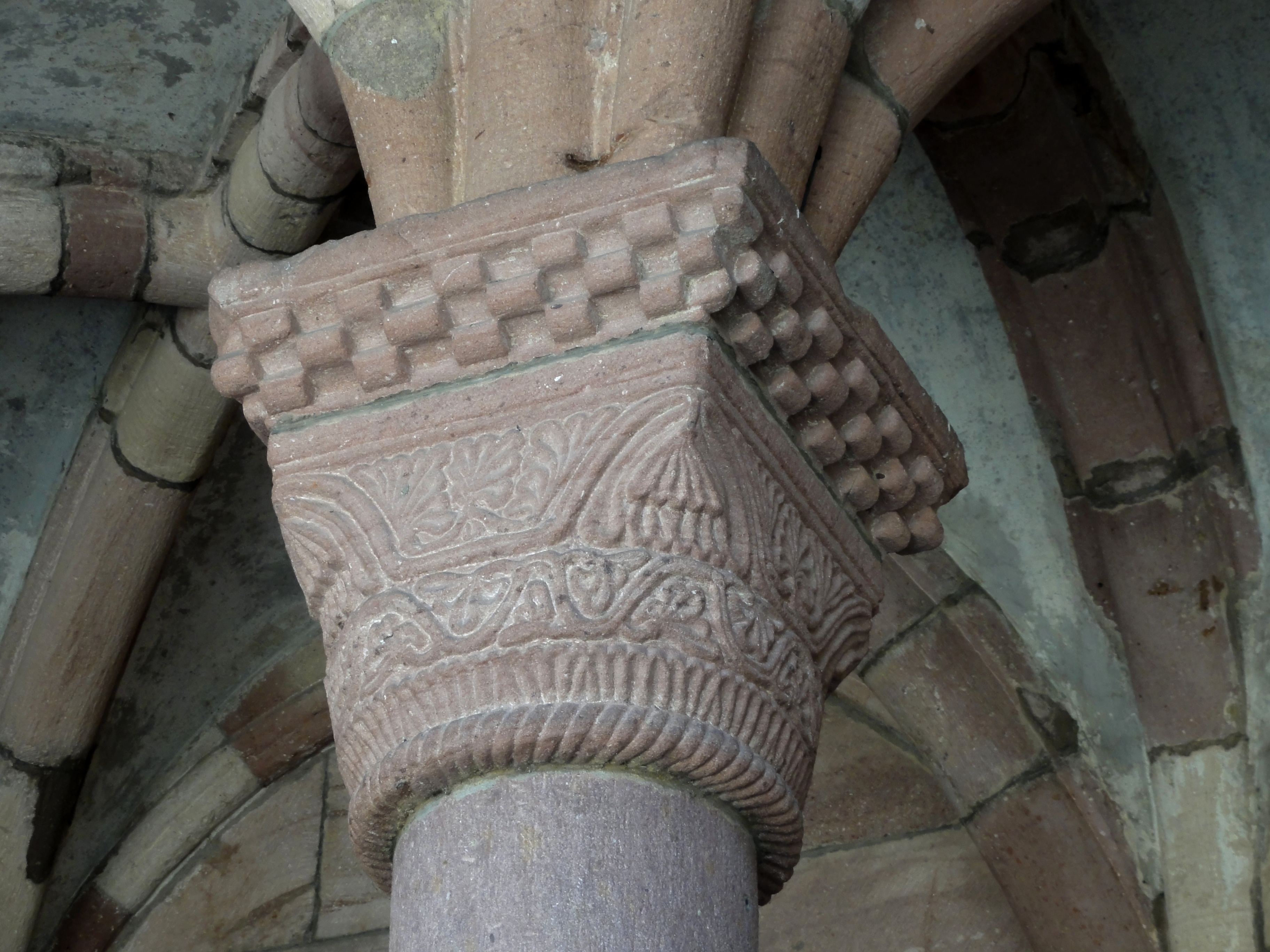
Chapiteau roman du porche.
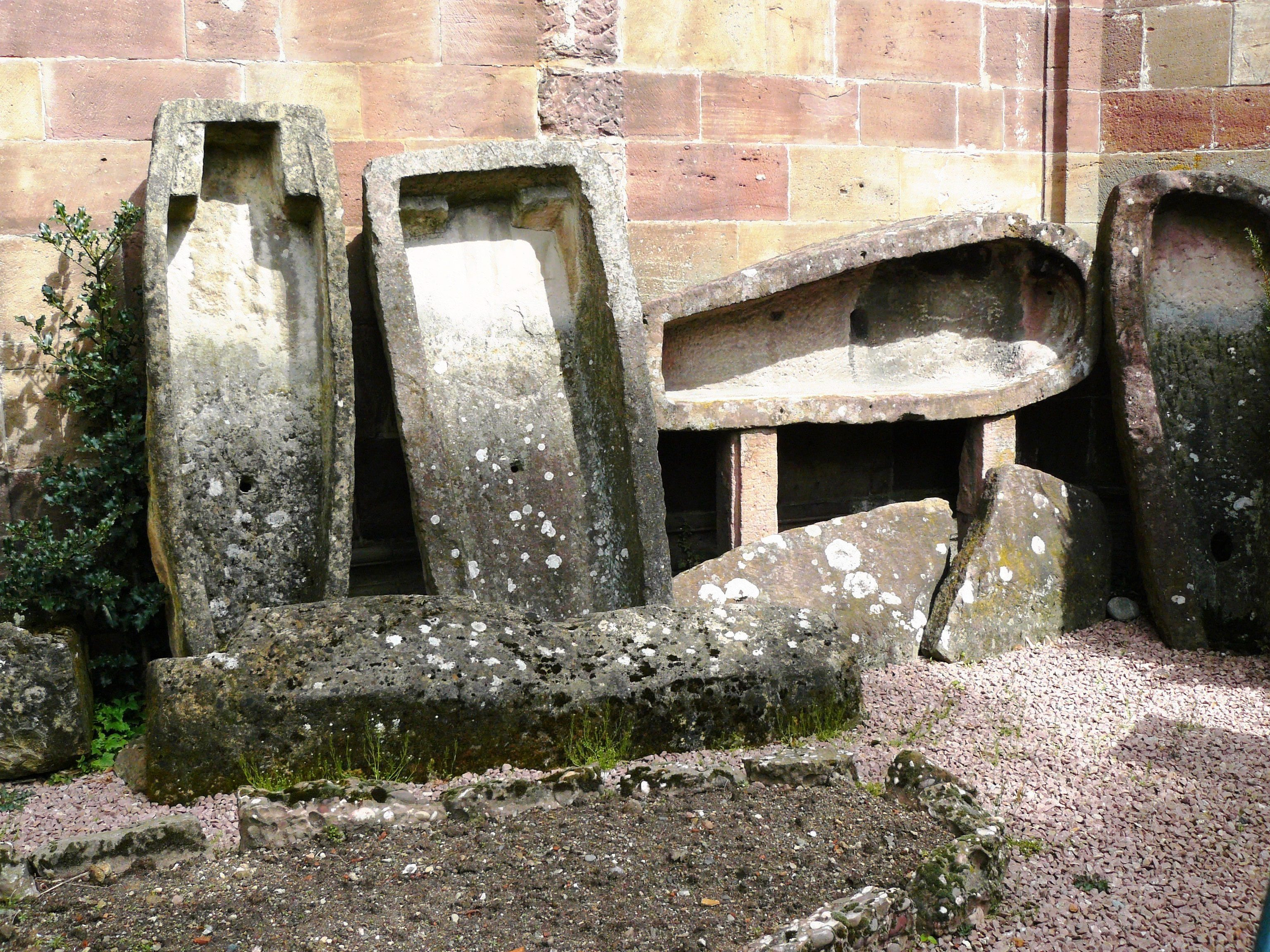
Sarcophages romans découverts lors des fouilles aux pieds du chœur de l'église et exposés dans le jardinet qui se trouve à l'extérieur.
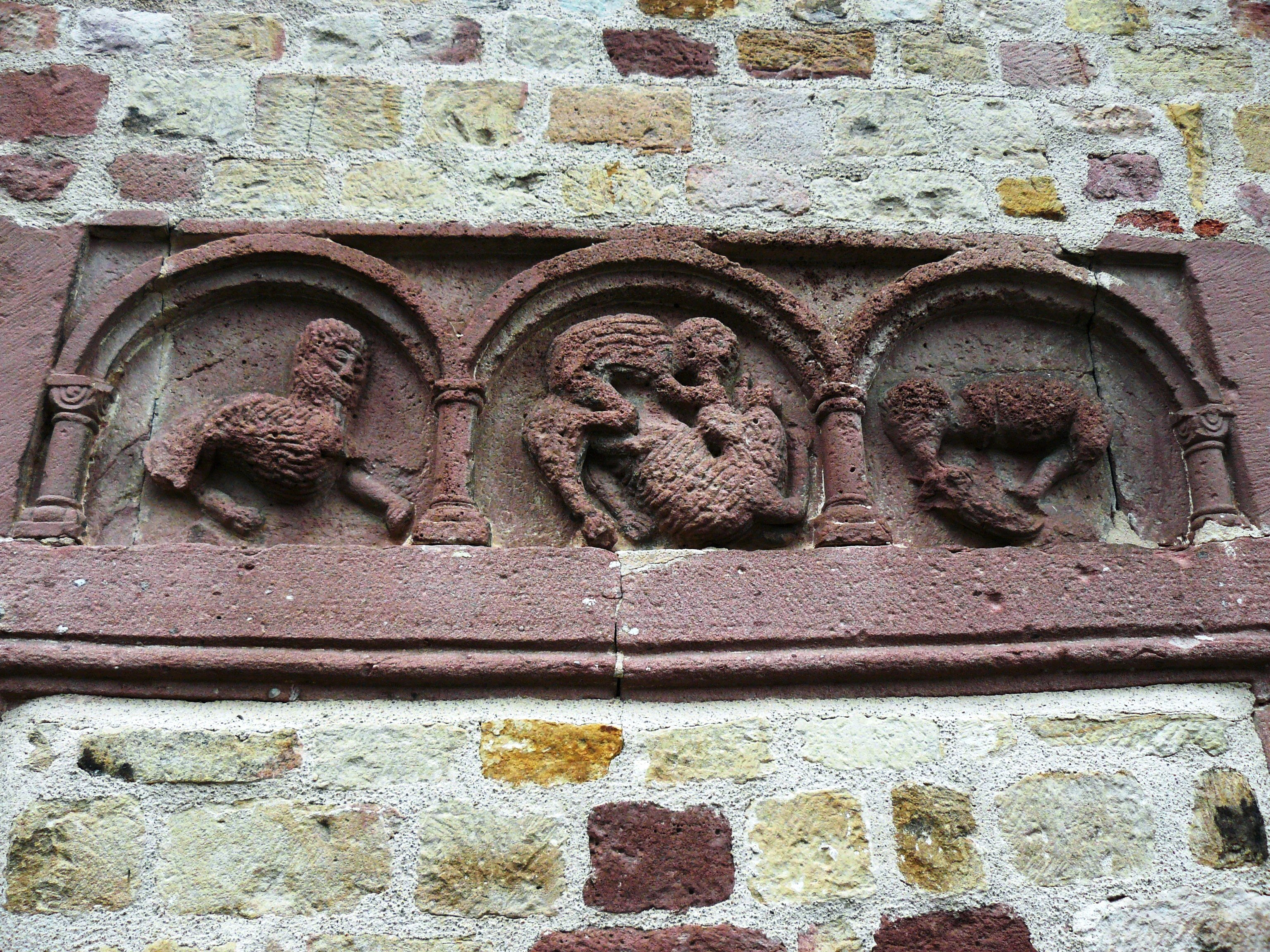
Pierres sculptées d'entrelacs faisant partie de l'église primitive.
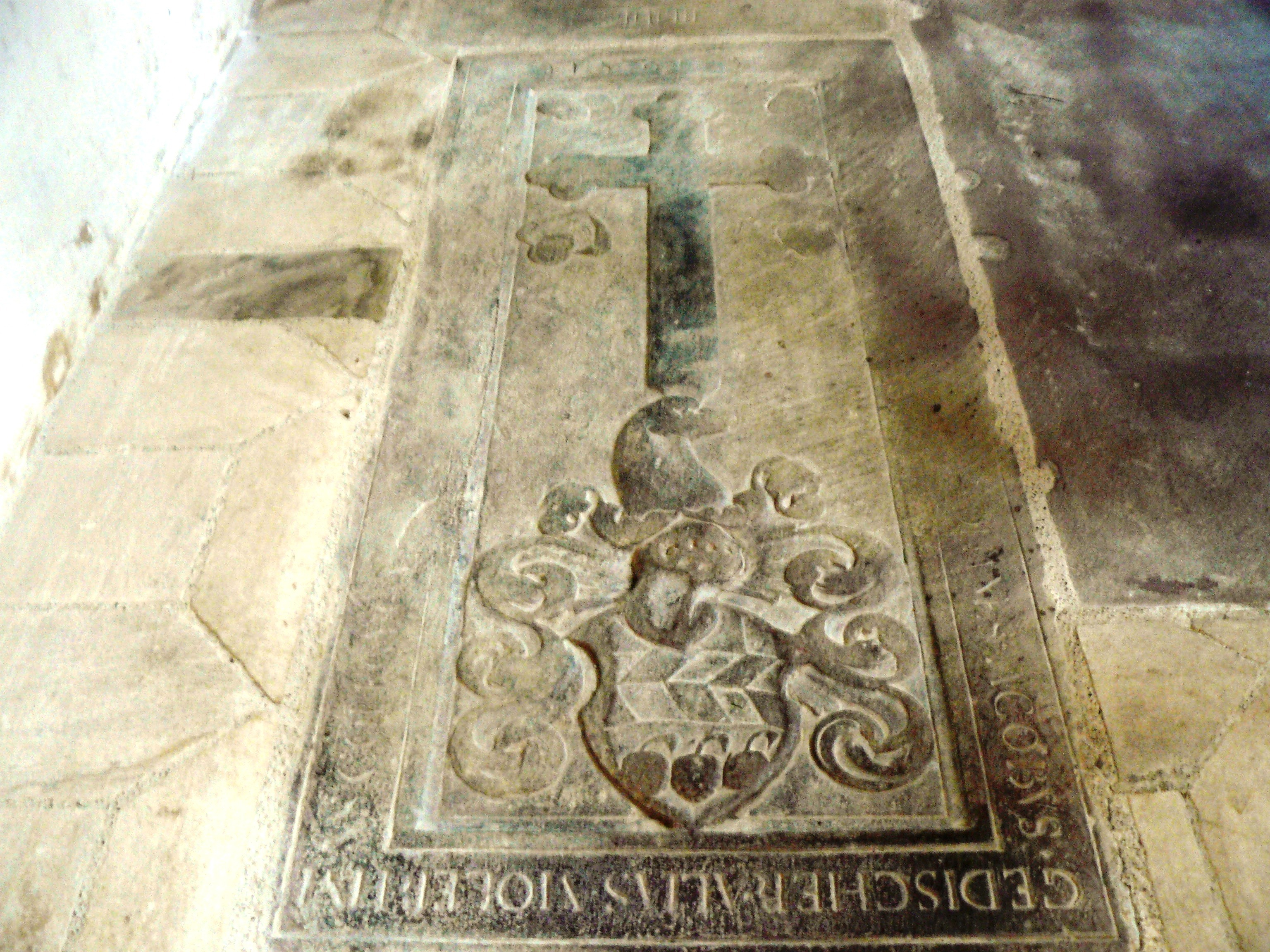
Dalle funéraire (XVe-XVIe) des chanoines de la collégiale située à droite du transept.
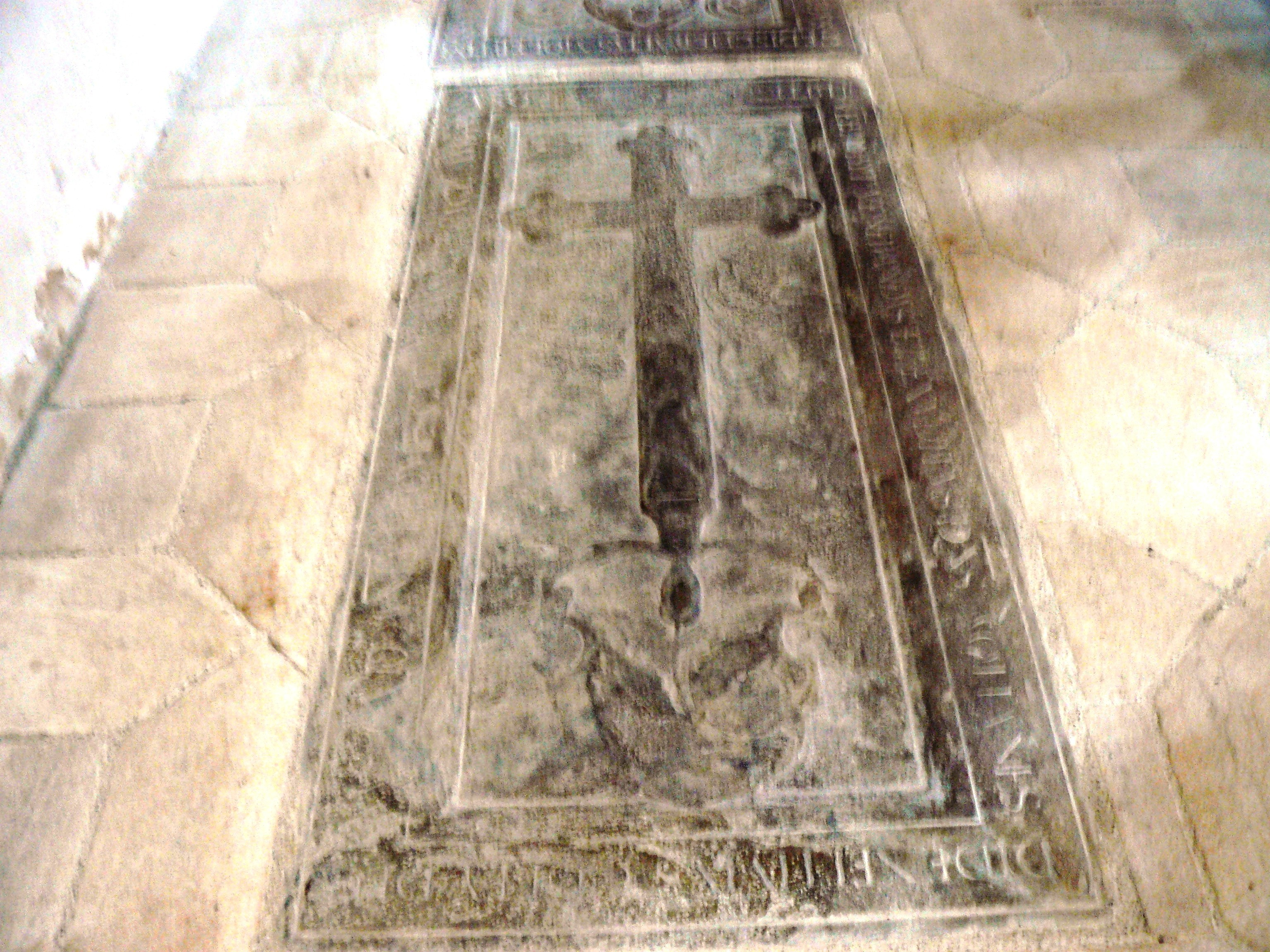
Dalle funéraire des chanoines de la collégiale.
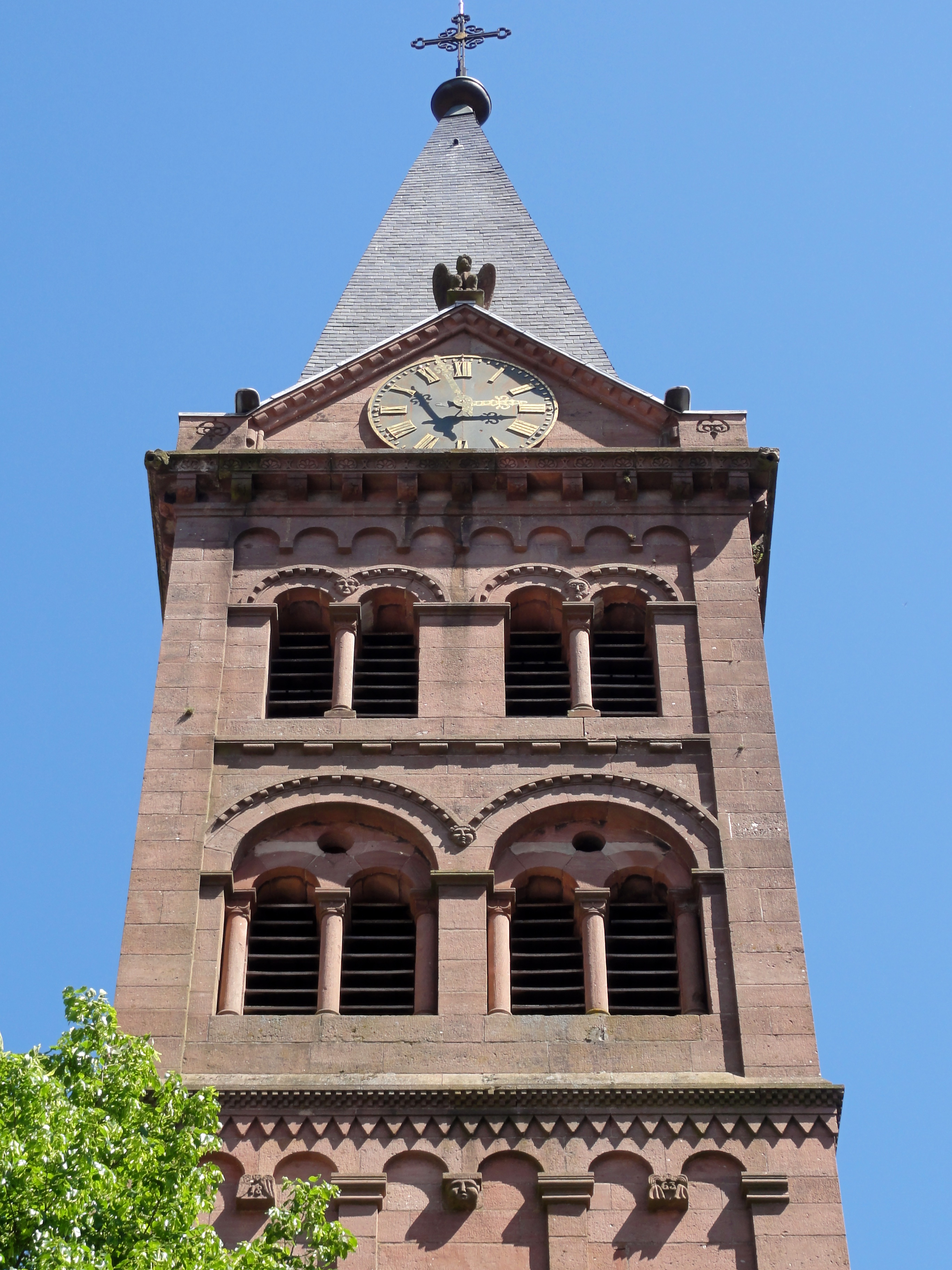
Clocher néo-roman (XIXe).

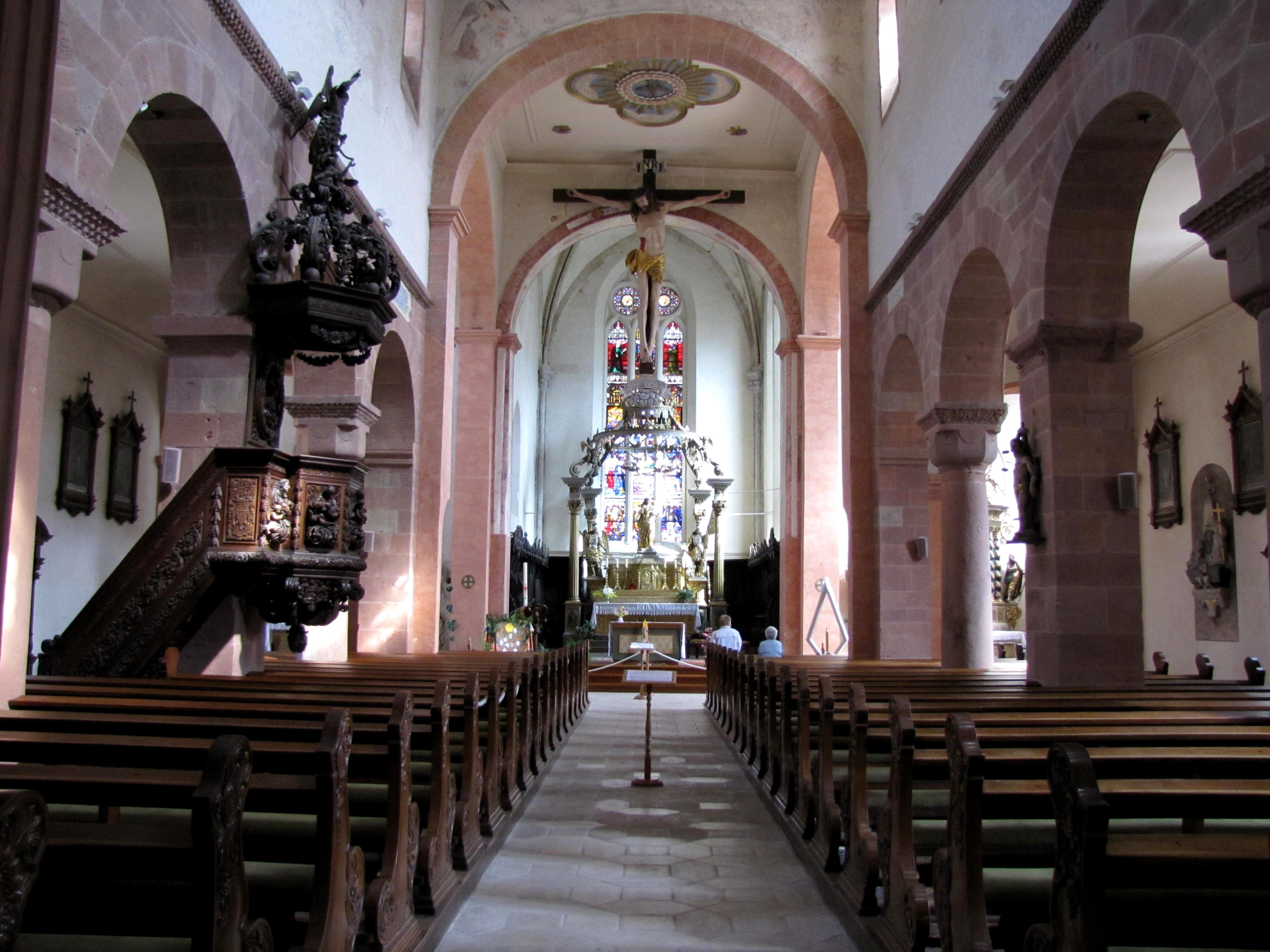
Vue intérieure de la nef vers le chœur.
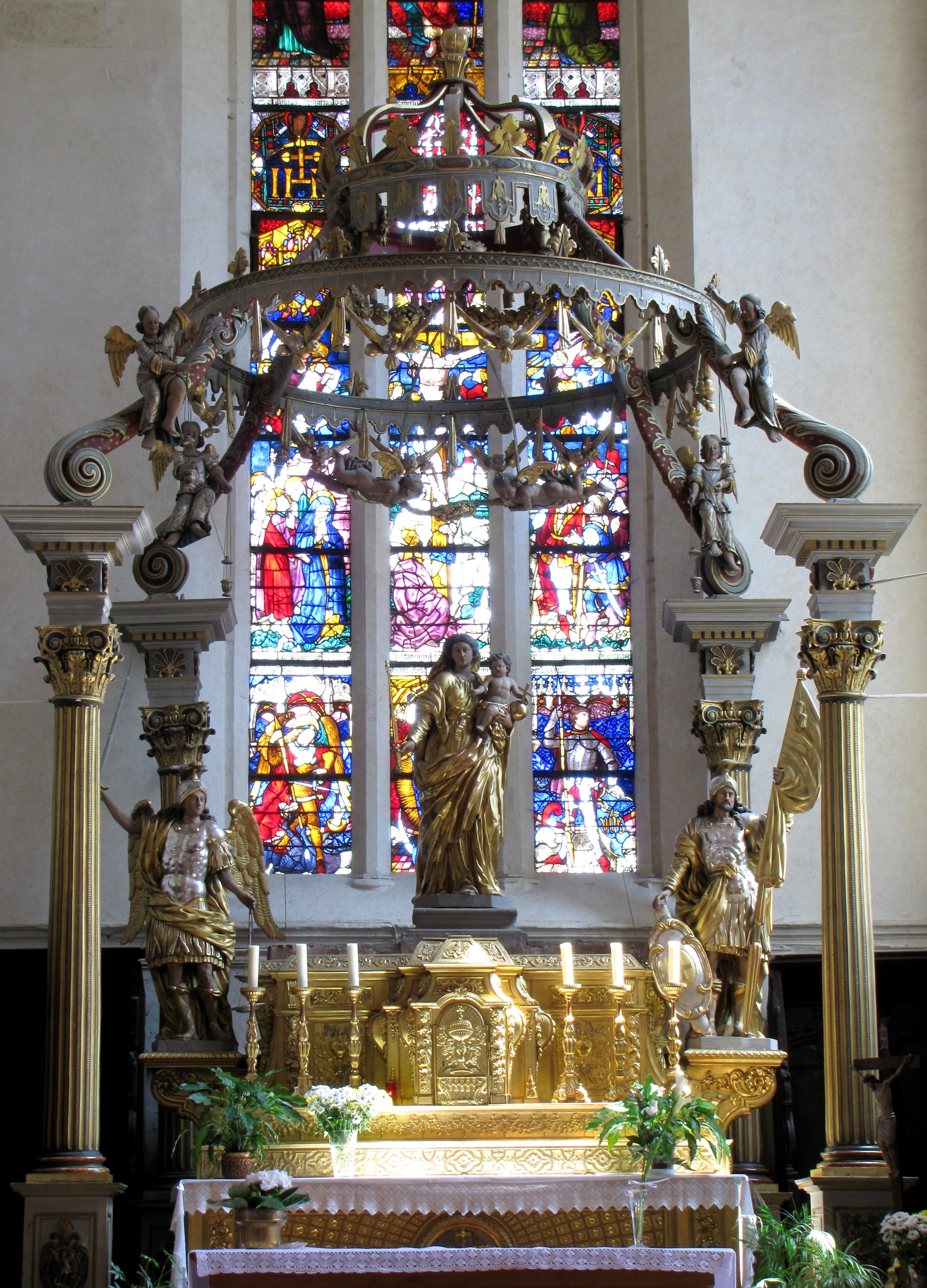
Maître-autel (1706).
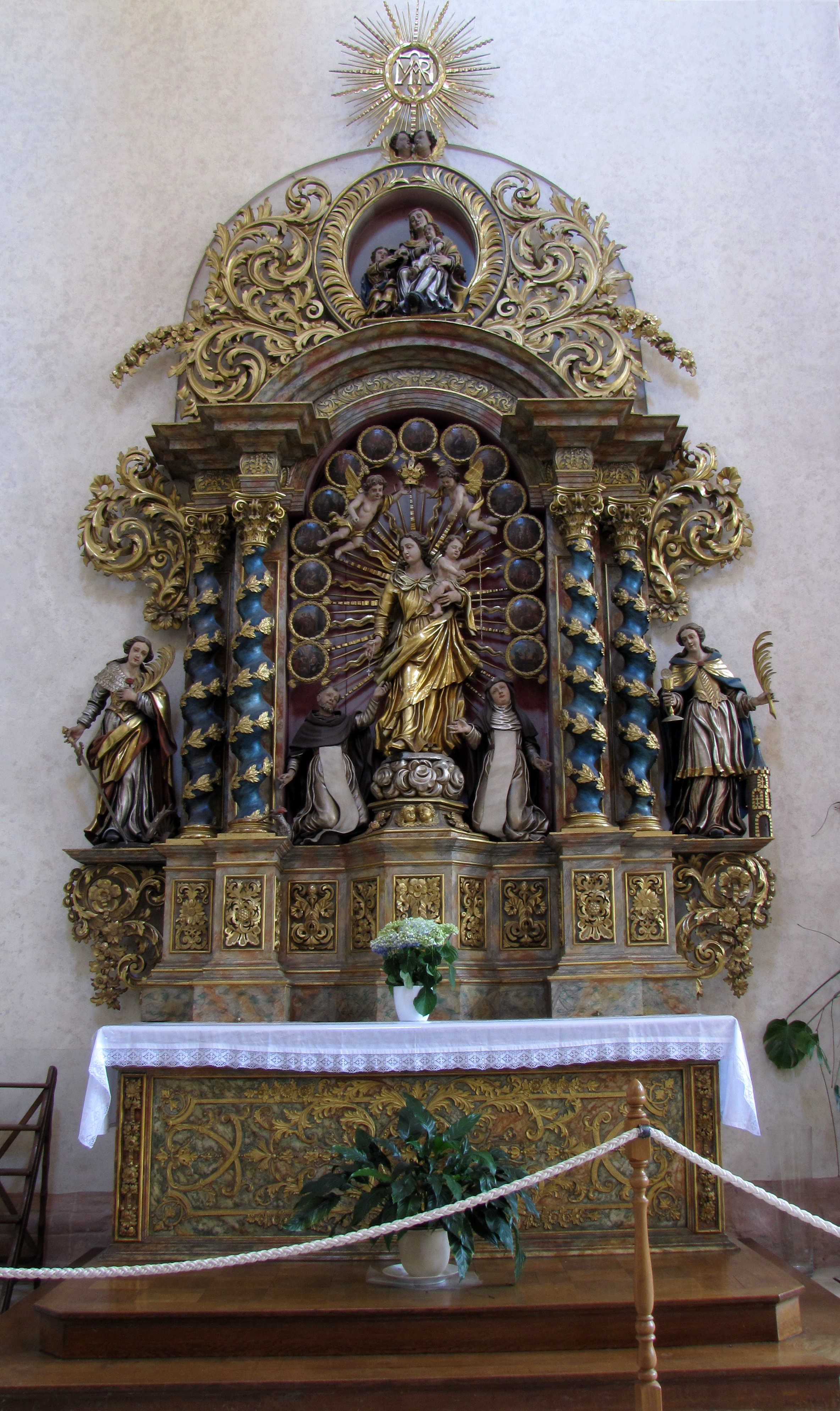
Autel du Rosaire (1718).
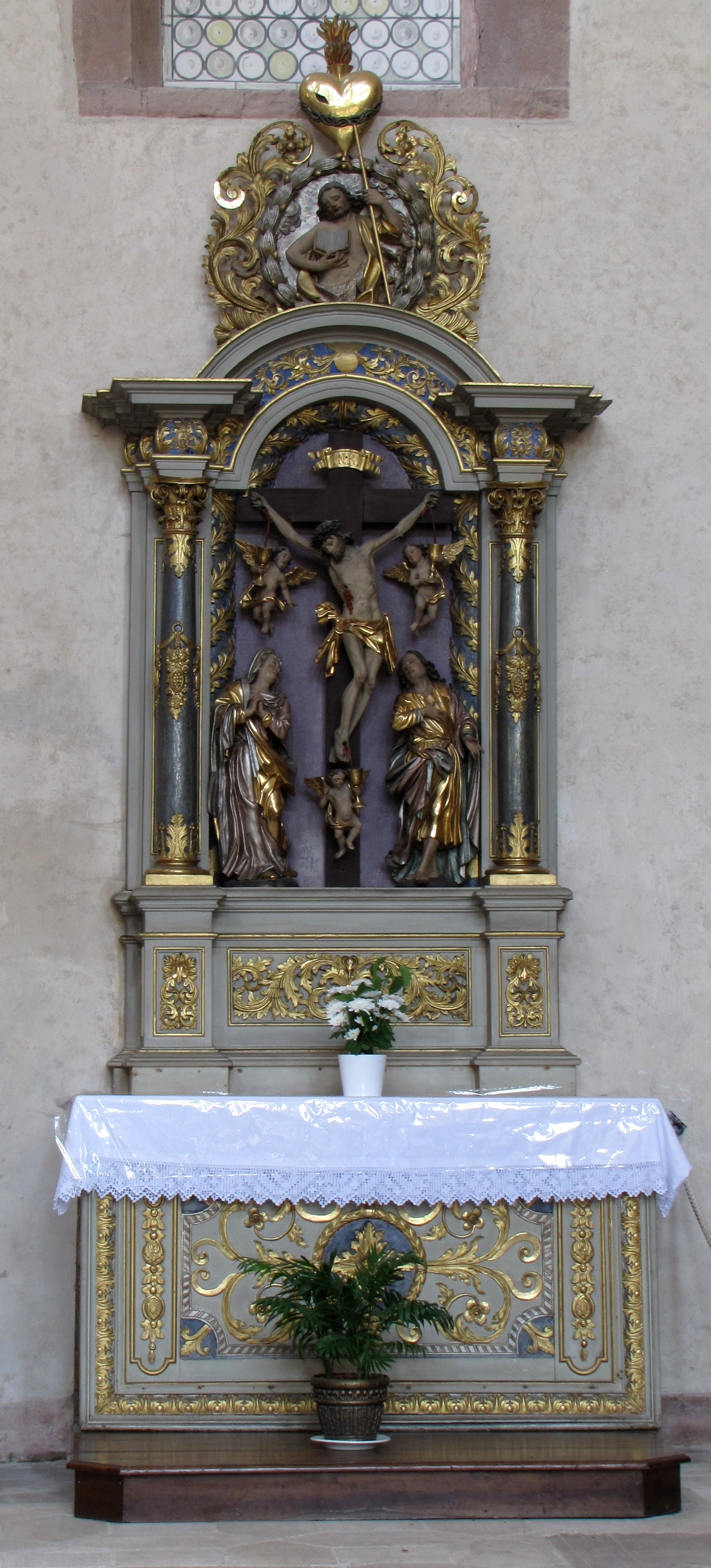
Autel du Précieux-Sang (1719).
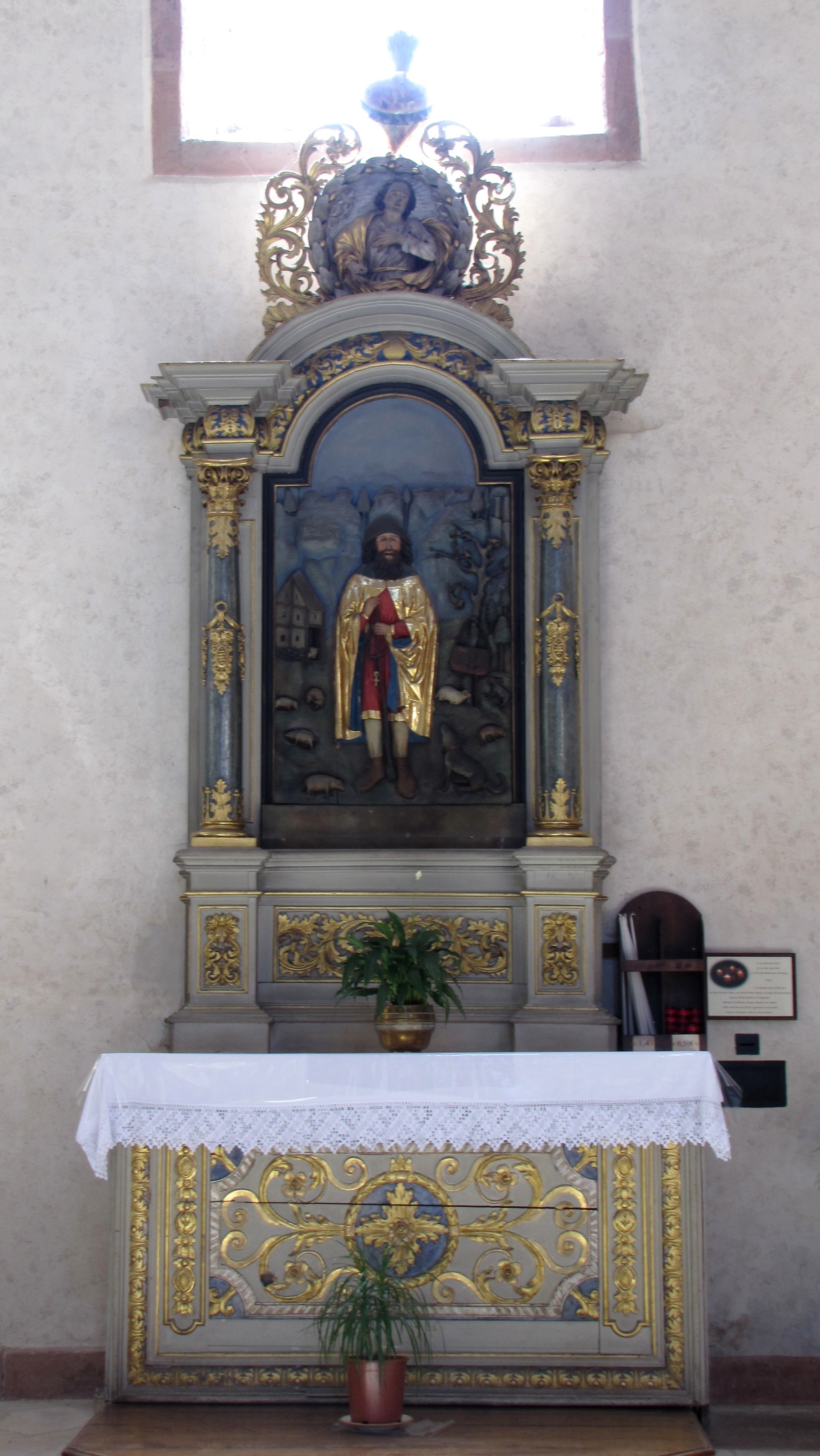
Autel de Saint-Wendelin (1719).
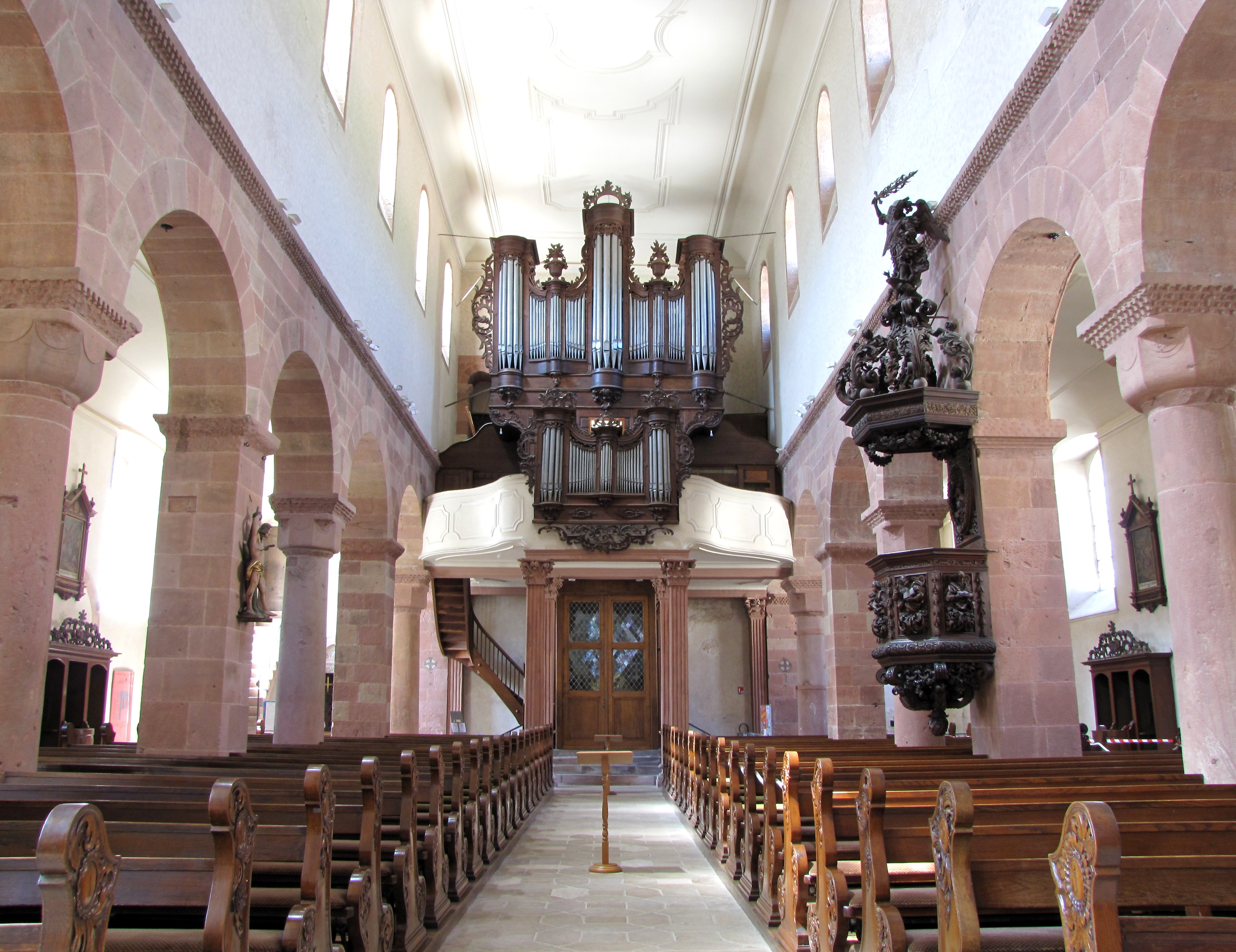
Vue intérieure de la nef vers la tribune d'orgue.
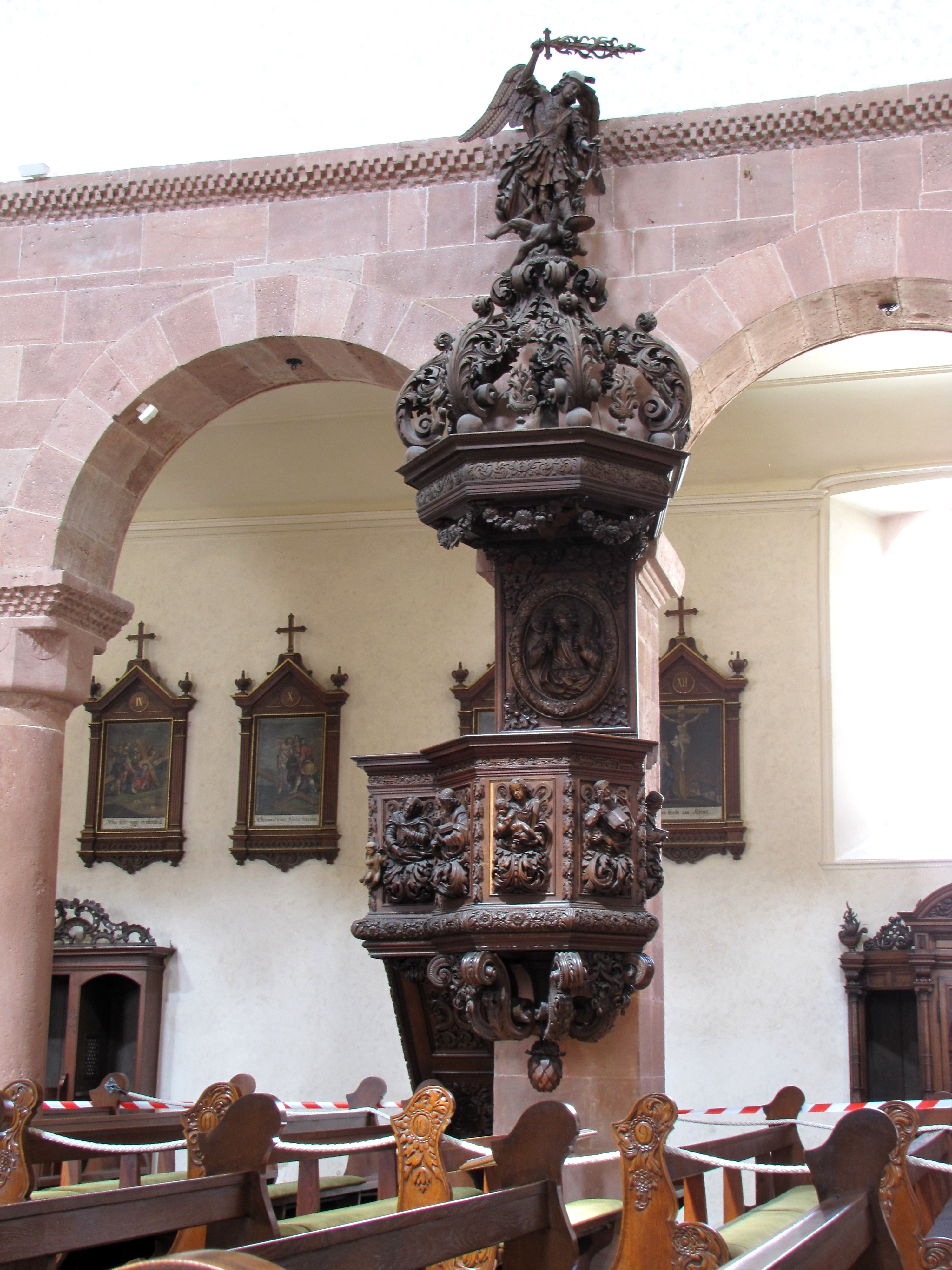
Chaire à prêcher (XVIIIe).
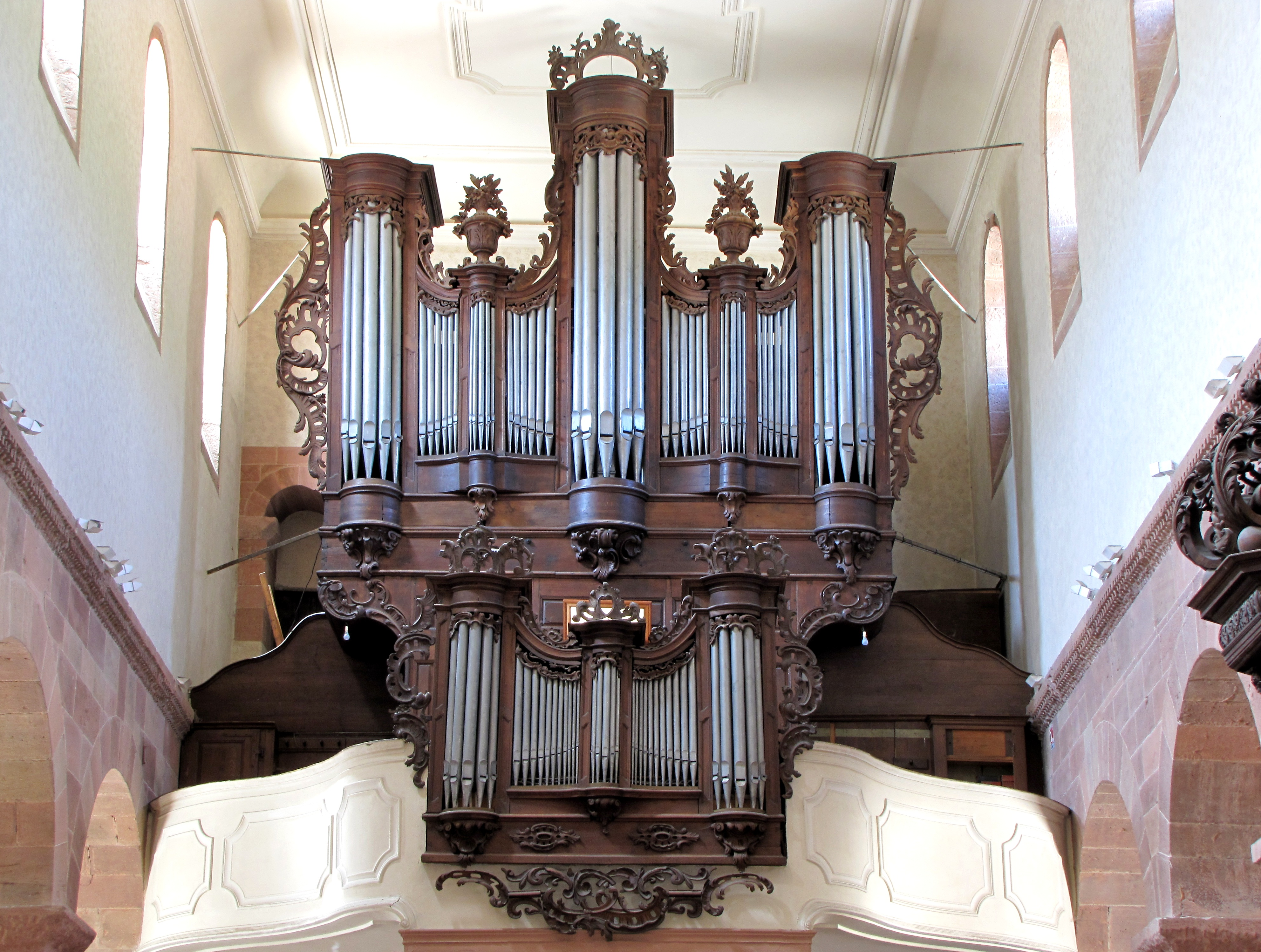
Orgue de tribune Toussaint (1771).

### Église Saint-Michel (Schweighouse)
L’église St Michel de Schweighouse a été construite en 1884 à l’instigation du curé Erbland de Lautenbach,.

### Le monument aux morts
- Monument aux morts : Conflits commémorés Guerres 1914-1918 - 1939-1945[77].
- Monument aux morts du hameau de Schweighouse, près de l'église[78],[79],[80].

### Tilleul de Lautenbach
Devant la collégiale, on peut admirer les fameux tilleuls de Lautenbach dont l'un aurait été planté lors de la révolution française de 1848.

### Lavoir et fontaines
- Le lavoir de l'Ewerdorf[81].

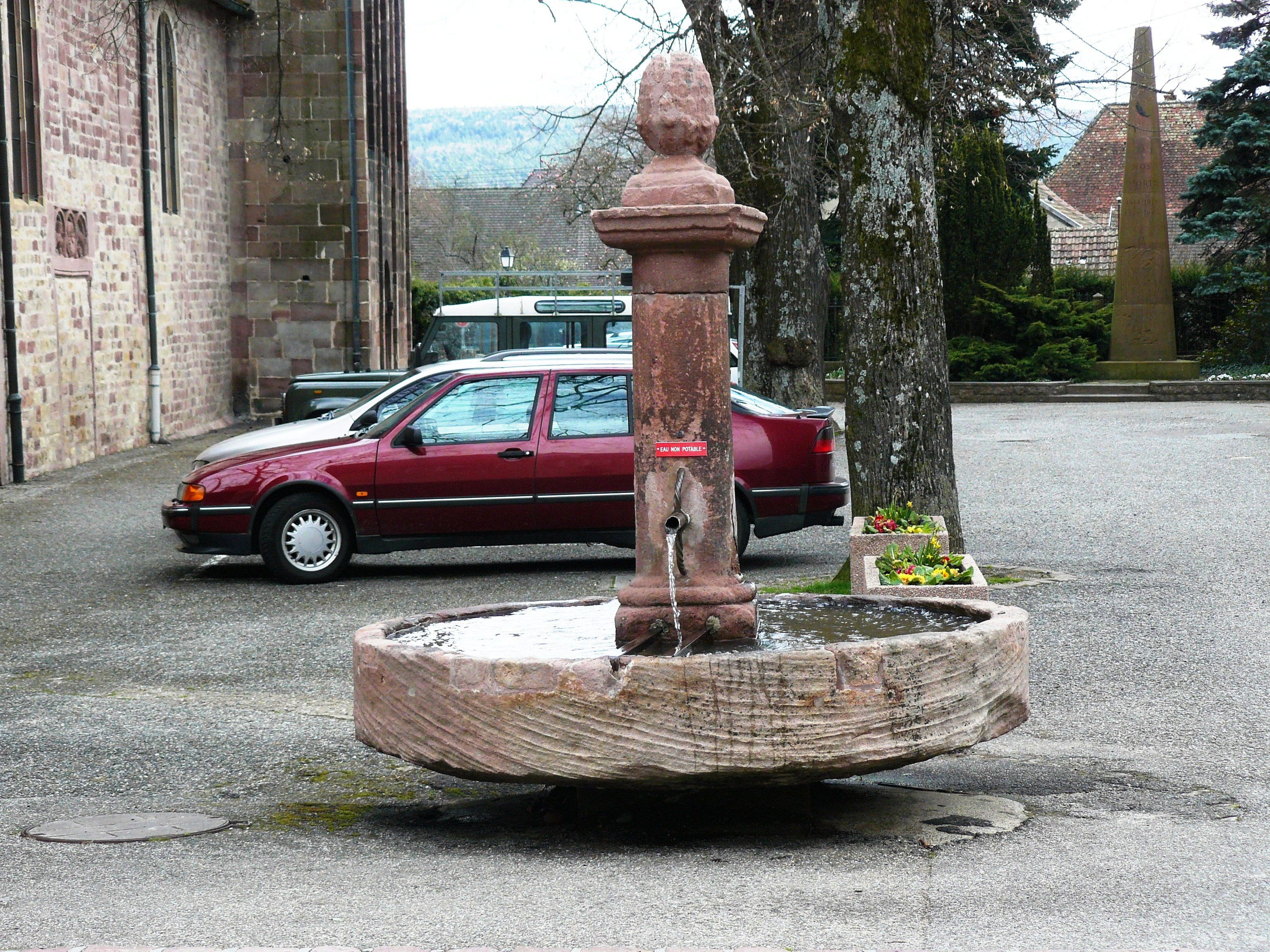
Ancienne fontaine à côté de l'église.

- La fontaine près de la collégiale Saint-Michel et Saint-Gangolphe[82],[83].
- La fontaine Saint-Gangolphe[84],[85].
- La fontaine à colonne, le "Stockbrunna"[86].

### Les chapelles

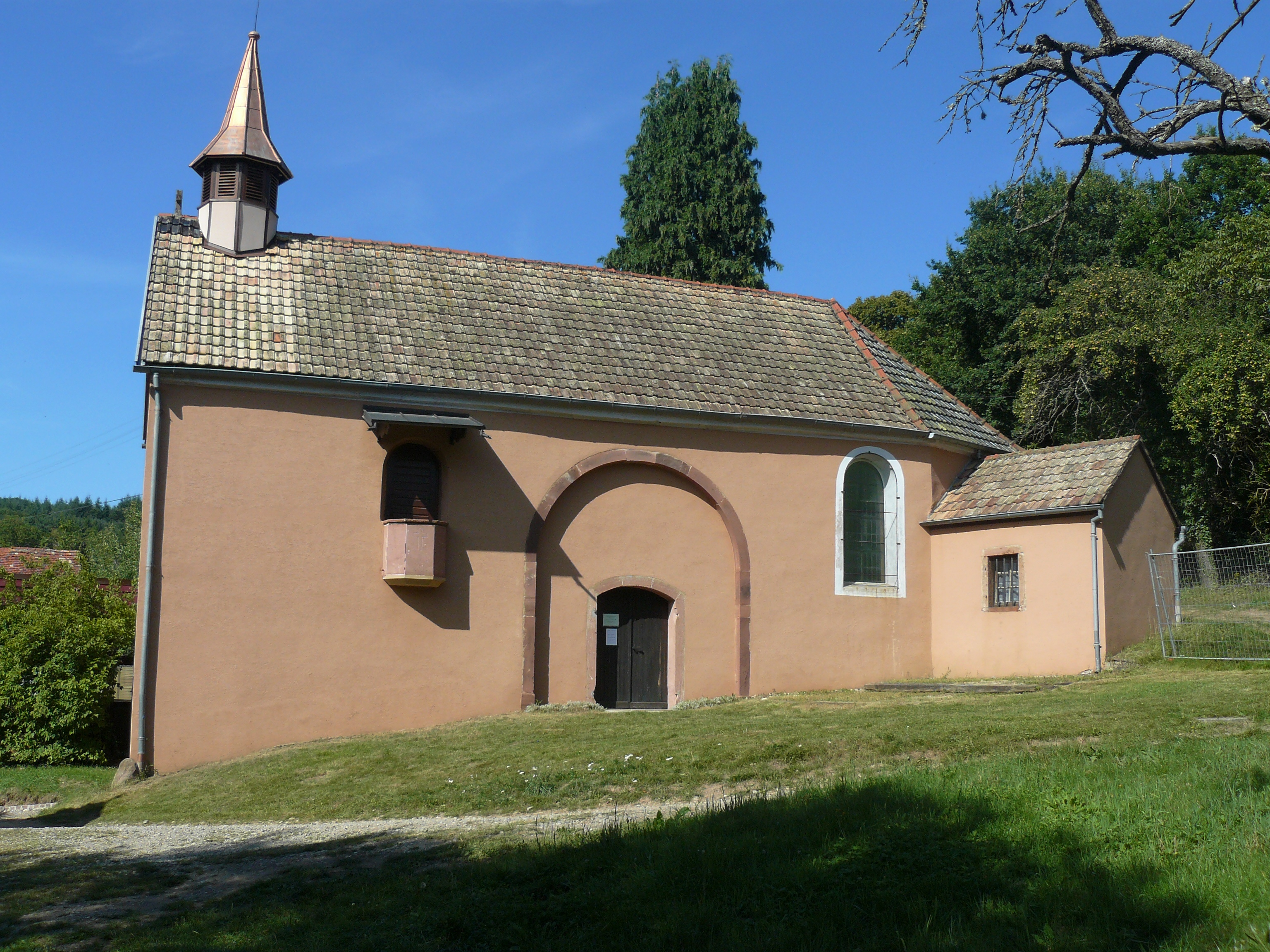
Chapelle Saint-Gangolphe à Schweighouse.

- Chapelle Saint-Gangolphe[87].

Près du hameau de Schweighouse se trouve le pèlerinage de Saint Gangolphe (ou Gangolf) dont le saint est considéré comme un martyr de la fidélité conjugale. Le chapitre fit élever à cet endroit une chapelle dont la construction fut achevée en 1446. Au XIXe siècle, la chapelle est victime d'un incendie. Cependant, le chœur qui abrite des peintures de 1450 richement décorées a été épargné. La petite chapelle présente encore deux statues à l'image de Saint Gangolphe. Grâce aux bénévoles des Amis de Saint-Gangolphe, la chapelle est ouverte uniquement les dimanches entre 15 heures et 18 heures jusqu'au 19 septembre. Non loin du pèlerinage, le hameau de Saint Gangolphe s’est constitué autour de l’ancienne tuilerie du Chapitre.
- Oratoire du Kreutzbach.

Oratoire construit (reconstruit ?) en 1724,.
- Chapelle du cimetière, ancienne église Saint-Jean-Baptiste.

Chapelle gothique au milieu du cimetière, vestige du chœur de l'ancienne église paroissiale dédiée à saint Jean-Baptiste,,.
- Ancienne chapelle Saint-Jacques.

Eléments réemployés dans la Collégiale Saint-Michel, Saint-Gangolphe, actuellement église paroissiale Saint-Jean-Baptiste : Autel et retable du XVIIIe siècle ; niche et groupe sculpté commandés au XVe siècle par le chapitre de Lautenbach pour la chapelle Saint-Jacques détruite.
- Chapelle-école

- Chapelle du Baltisrunz

### Les oratoires
- L'oratoire du Kreuzbach[95],[96].
- L'oratoire près de la chapelle Saint-Gangolphe[97].

### Les vestiges de châteaux dans les environs
- Château du Hohrupf[98],[99].
- Château de Lacbeck. Château fort détruit en 1316[100],[101].

### Mairie
En contournant les bâtiments de la mairie, dont l'édifice faisait partie de l'ancienne prévôté du chapitre, on accède à une porte à arc brisé aux restes d'un cloître gothique daté de 1517 (inscription au-dessus de la porte),.

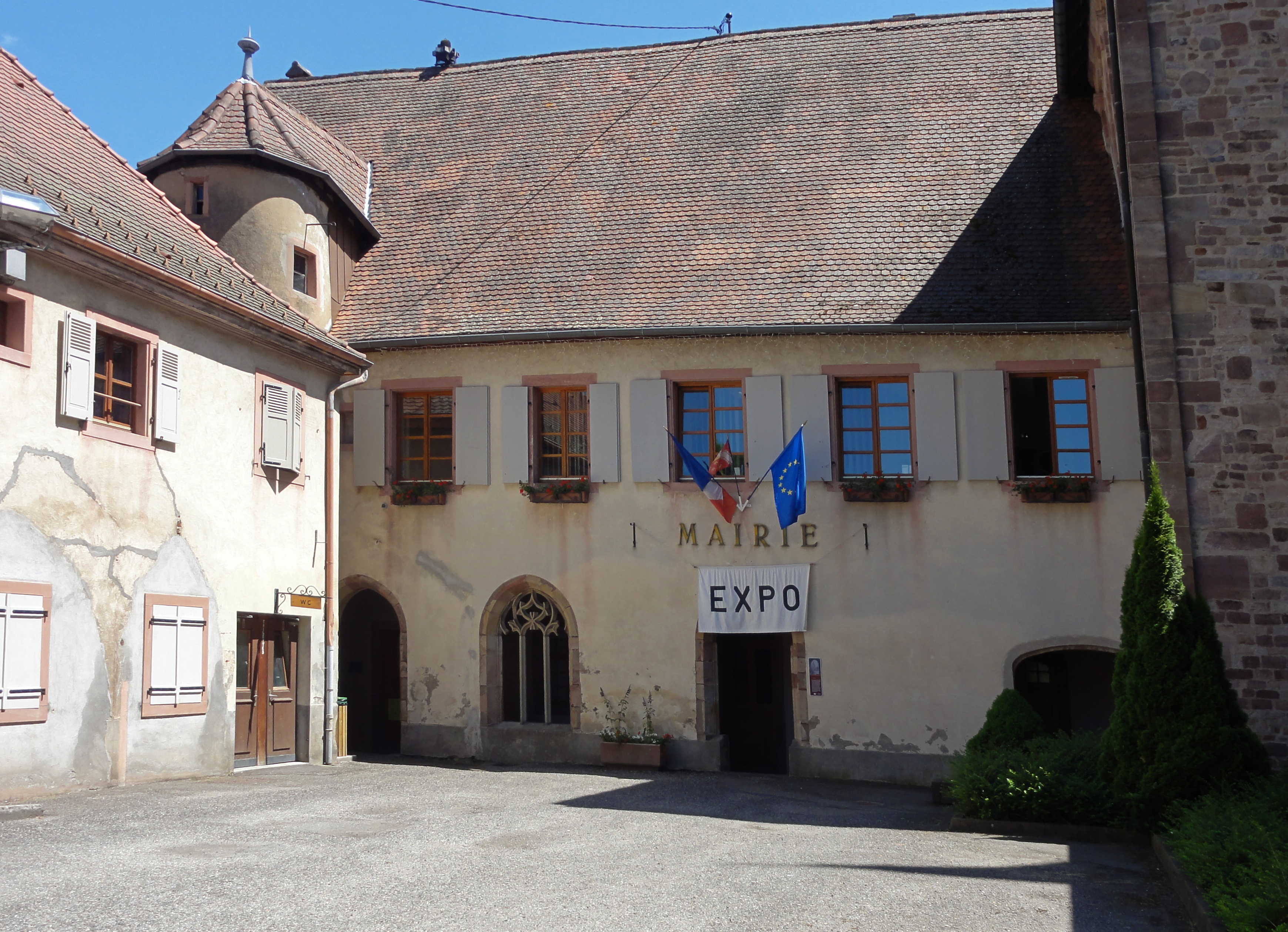
Mairie.
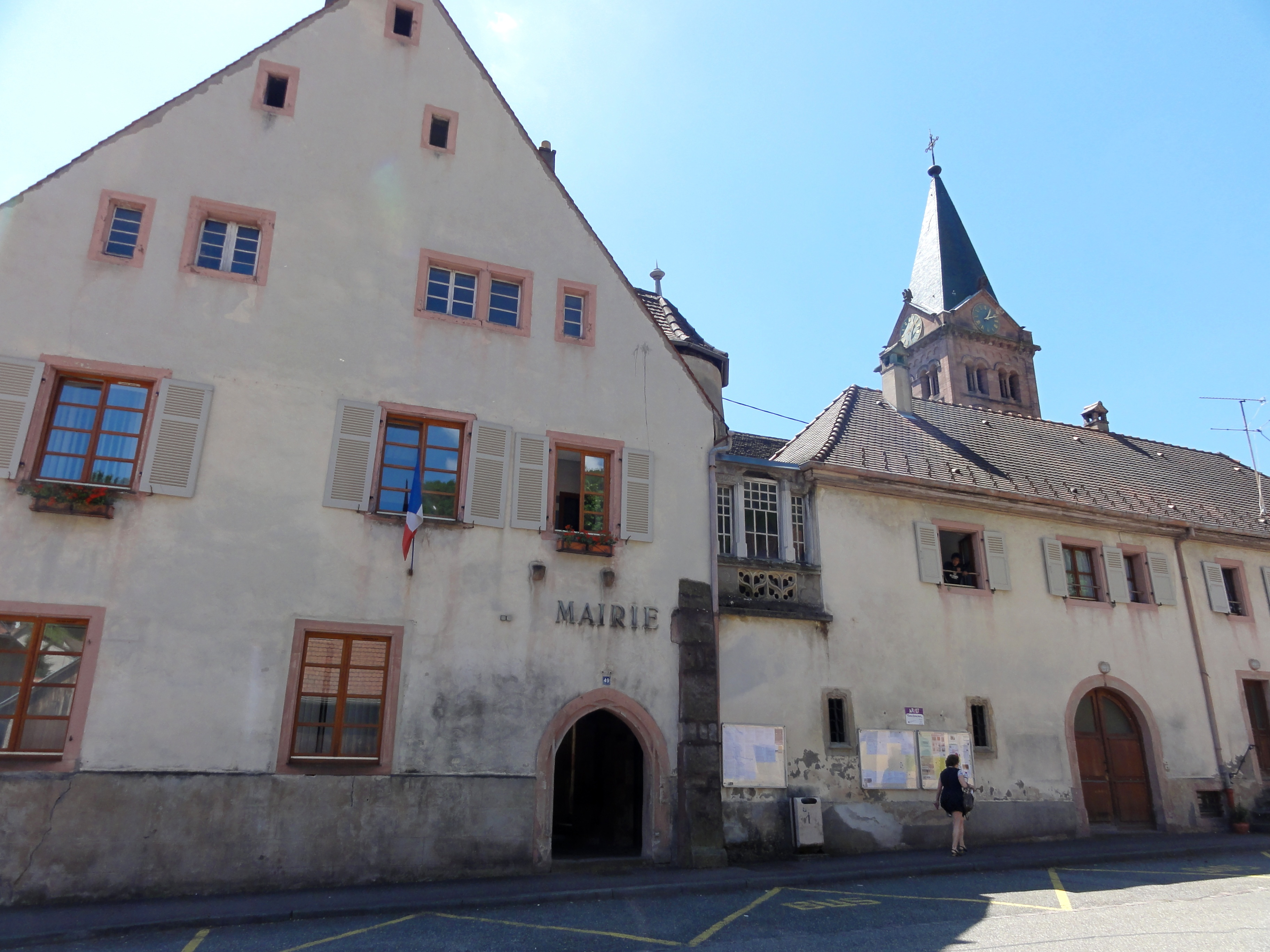
Ancien bâtiment conventuel (1517), aujourd'hui mairie.
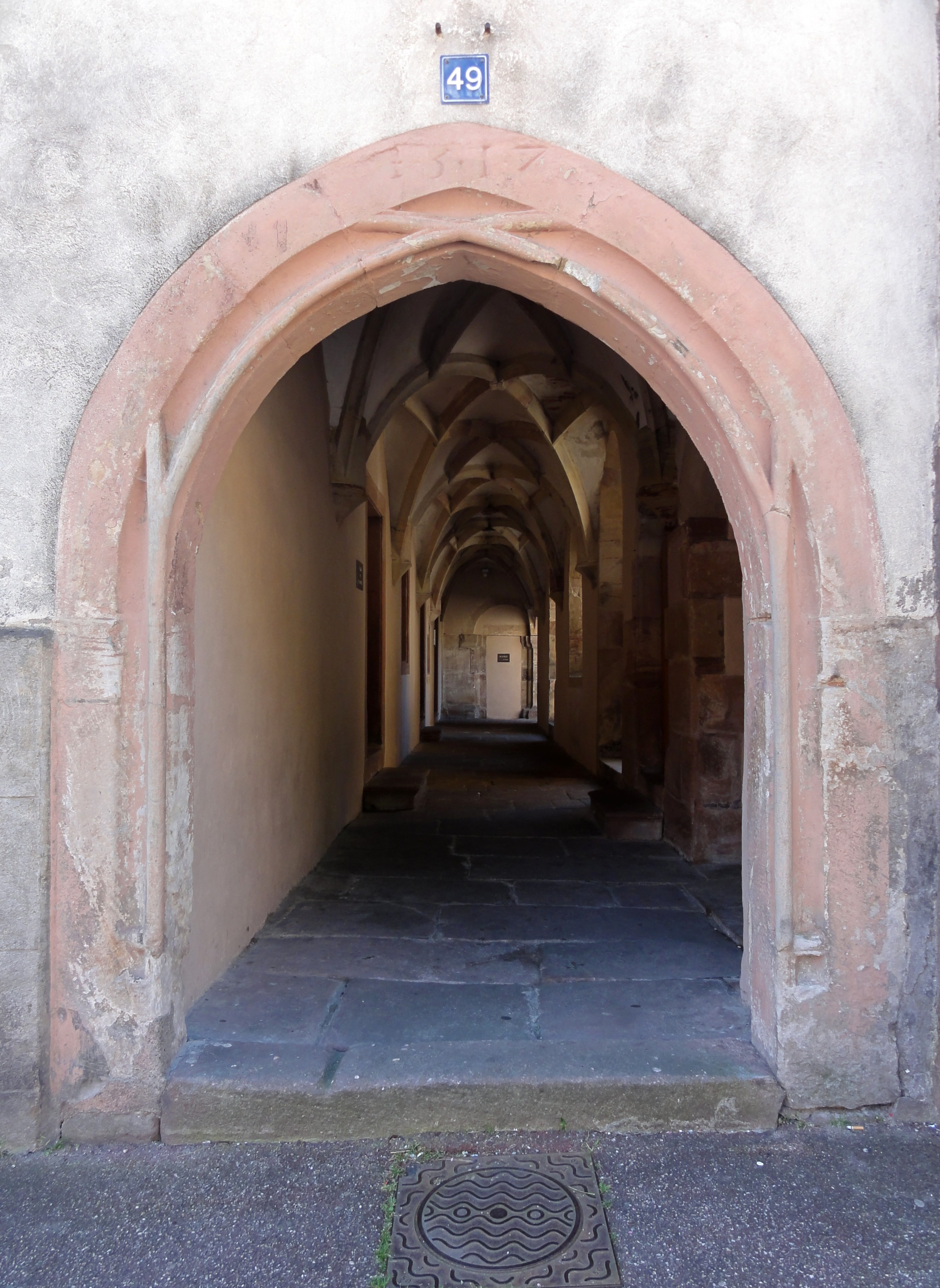
Porche et galerie du cloître.
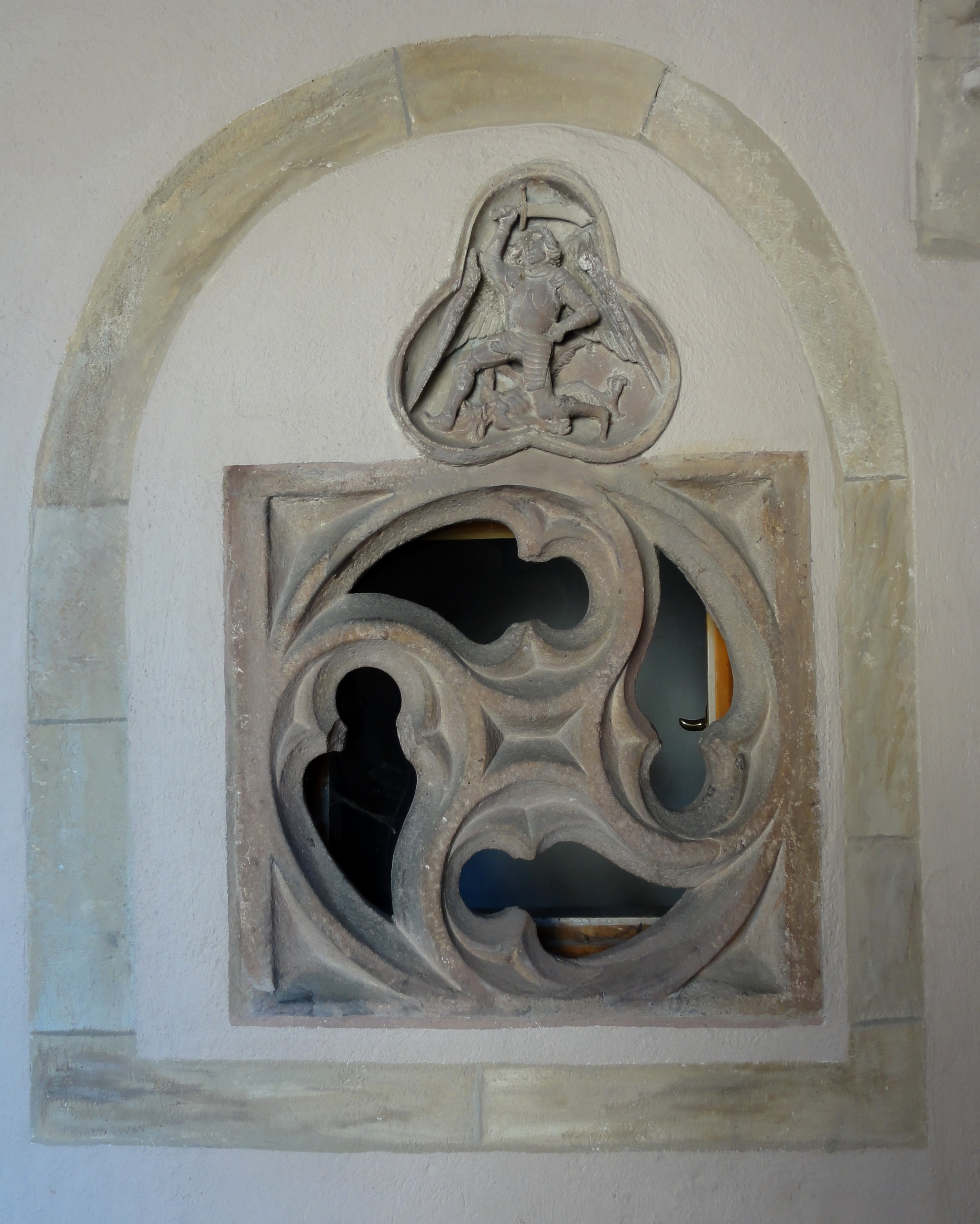
Fenêtre et relief « St-Michel » du cloître.

## Personnalités liées à la commune

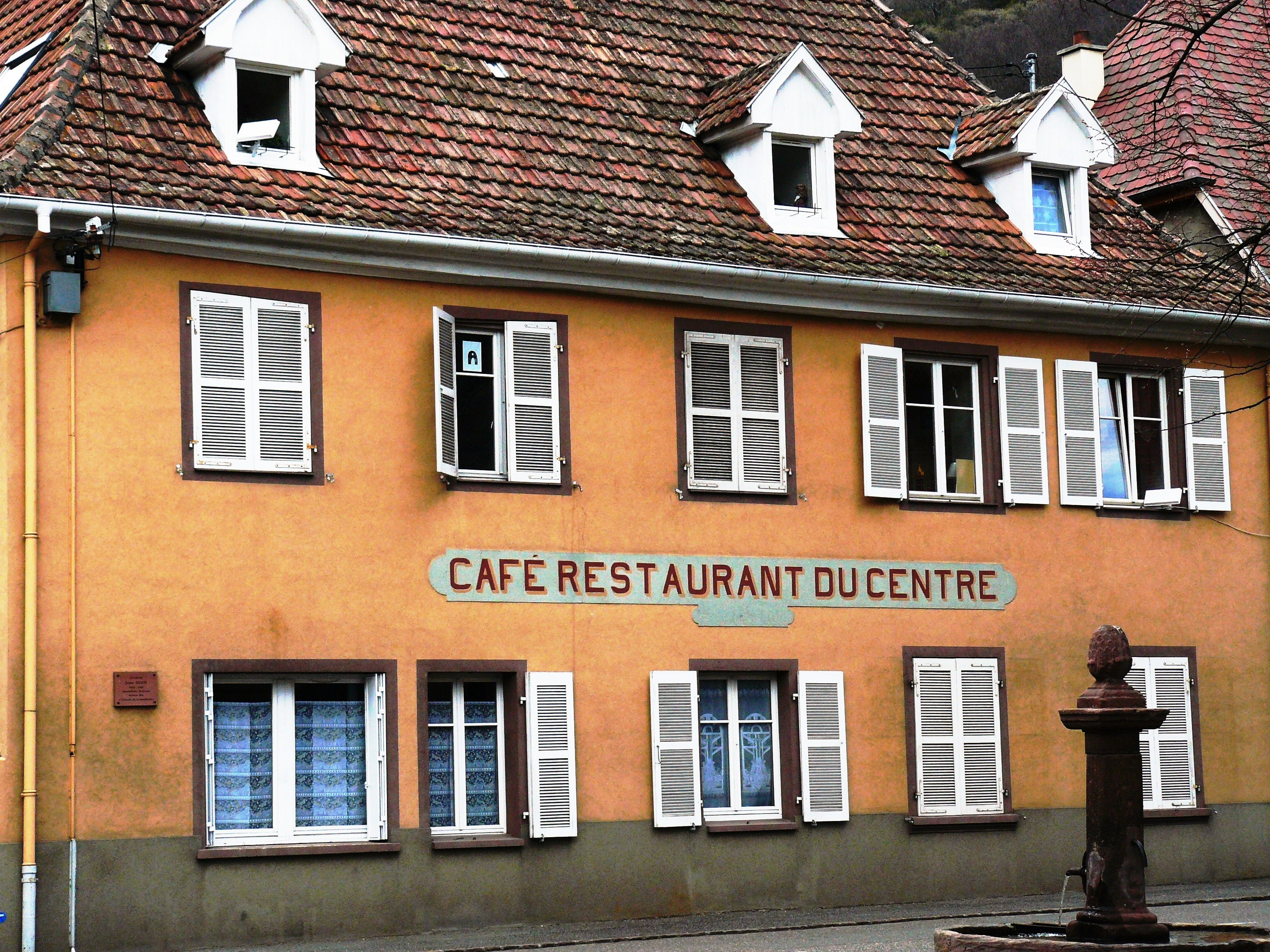
Maison natale de Jean Egen (1920-1995) journaliste-écrivain, auteur des tilleuls de Lautenbach.

- Manegold de Lautenbach (v. 1030 - 1103) : chanoine, théologien.
- Jean Egen : écrivain et journaliste.
- Edmond Gerrer (1919-1996) : natif de Lautenbach et maire de Colmar. Inhumé à Lautenbach.